# Melodifestivalen 2025
Melodifestivalen 2025 – 65. edycja konkursu muzycznego, będącego szwedzkimi eliminacjami do 69. Konkursu Piosenki Eurowizji w Bazylei. Półfinały odbyły się, kolejno: 1, 8, 15 i 22 lutego oraz 1 marca (transmisja ostatniego z nich połączona z dogrywką), a finał – 8 marca. Podczas rund półfinałowych o wynikach zadecydowali telewidzowie za pomocą aplikacji i głosowania telefonicznego, natomiast zwycięzcę wybrali wraz z międzynarodową komisją jurorską.
Selekcje wygrał zespół KAJ z utworem „Bara bada bastu”, zdobywając w sumie 164 punkty w finale eliminacji.  

## Format

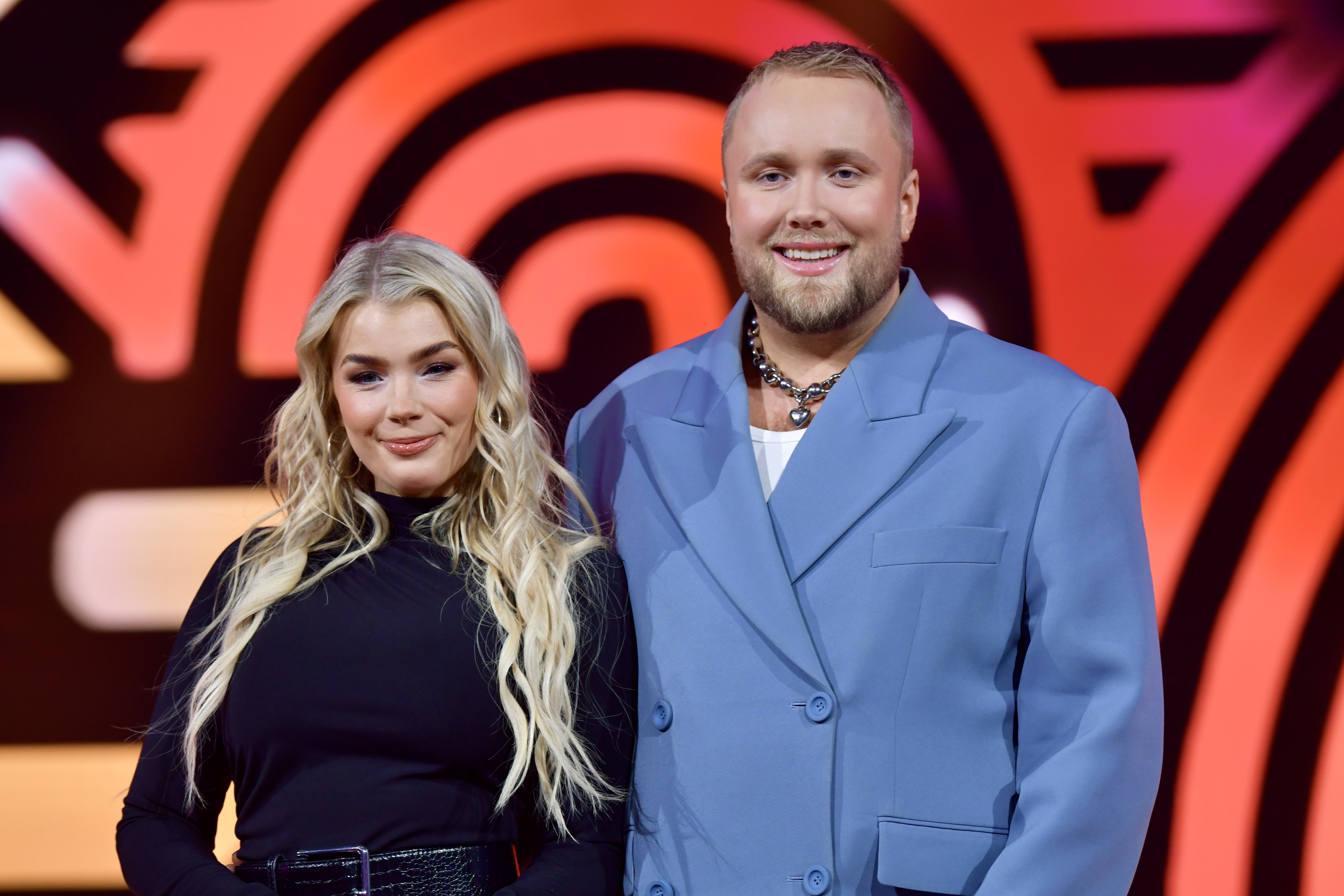
Prowadzący konkurs, Keyyo i Edvin Törnblom, podczas pierwszego półfinału Melodifestivalen 2025 w Luleå

Do konkursu zostało zakwalifikowanych 30 uczestników, którzy następnie zostali podzieleni na pięć półfinałów po sześciu uczestników. Z każdego półfinału dwójka najlepszych konkursantów otrzymała automatyczny awans do finału, a laureat trzeciego miejsca został zakwalifikowany do etapu dogrywki, z którego kolejna dwójka awansowała do finału. Podczas rund półfinałowych i dogrywki o wynikach zadecydowali telewidzowie, którzy – podzieleni na osiem grup – ocenili piosenki poprzez aplikację Melodifestivalen (gdzie ich głosy były podzielone na siedem grup wiekowych) i poprzez głosowanie telefoniczne (tj. audiotele), natomiast zwycięzcę wybrali wraz z międzynarodową komisją jurorską (osiem komisji z państw z całej Europy), mającą do przyznania tyle samo punktów, ile widzowie, w tzw. skali eurowizyjnej – 1–8, 10, 12 punktów.
W przeciwieństwie do poprzednich edycji konkursu, w pierwszej rundzie każdego półfinału o jego zwycięzcy zadecydowały punkty siedmiu grup wiekowych oraz głosowania telefonicznego, natomiast druga runda (i zarówno reszta pozycji w klasyfikacji) została rozstrzygnięta poprzez sumę oddanych na każdego uczestnika głosów, bez podziału na grupy wiekowe – dotychczas było na odwrót. Ponadto, po raz pierwszy od wprowadzenia półfinałów w 2002 roku, wszystkie konkursowe utwory zostały opublikowane w piątek poprzedzający półfinał, w którym uczestniczyły. W poprzednich latach utwory, które nie otrzymały automatycznego awansu do finału, zwyczajowo publikowano po półfinale, w którym uczestniczyły, natomiast piosenki finalistów miały premierę dopiero po drugiej szansie/dogrywce.

### Szczegóły organizacji
Podobnie jak w poprzednich latach, w 2025 każdy etap konkursu odbył się w innym szwedzkim mieście. Finał został zorganizowany w Strawberry Arenie w Solnie (na północ od centrum Sztokholmu).
| Data      | Miasto    | Miejsce               | Etap                   |
| --------- | --------- | --------------------- | ---------------------- |
| 1 lutego  | Luleå     | Coop Norrbotten Arena | Półfinał 1             |
| 8 lutego  | Göteborg  | Scandinavium          | Półfinał 2             |
| 15 lutego | Västerås  | ABB Arena             | Półfinał 3             |
| 22 lutego | Malmö     | Malmö Arena           | Półfinał 4             |
| 1 marca   | Jönköping | Husqvarna Garden      | Półfinał 5             |
| 1 marca   | Jönköping | Husqvarna Garden      | Dogrywka (Finalkvalet) |
| 8 marca   | Sztokholm | Strawberry Arena      | Finał                  |

7 listopada 2024 ogłoszono, że konkurs poprowadzą Edvin Törnblom i Kristina „Keyyo” Pietruszyna.

## Uczestnicy
Proces nadsyłania propozycji przez twórców trwał między 23 sierpnia a 14 września 2024. Każdy z autorów mógł zgłosić więcej niż jedną piosenkę, a każdy z wykonawców miał zakaz podawania do wiadomości publicznej informacji o przystąpieniu do konkursu pod groźbą dyskwalifikacji; mimo tego dziennik Aftonbladet po raz kolejny przeprowadził analizę prawdopodobnych uczestników, gdzie zwyczajowo udało się przewidzieć zdecydowaną większość z nich. SVT przyjęła 2 794 zgłoszeń, po czym 15 z nich – wybranych przez komisję pod przewodnictwem dyrektorki artystycznej Melodifestivalen, Karin Gunnarsson – zostało dopuszczonych do konkursu, a pozostałych 15 uczestników zostało wybranych zarówno na podstawie otrzymanych zgłoszeń, jak i poprzez bezpośrednie zaproszenie artystów. Lista uczestników została opublikowana 26 listopada 2024.
| Wykonawca              | Utwór                           | Autor(zy) |
| ---------------------- | ------------------------------- | --- |
| Adrian Macéus          | „Vår första gång”               | Adam „Rymdpojken” Englund, Adrian Björklund, Adrian Macéus, Hugo Geijer Persson, William Pärlenskog            |
| Albin Johnsén feat. Pa | „Upp i luften”                  | Albin Johnsén, Christoffer Balazik, Fernand MP, Mattias Andréasson, Pa Modou                                   |
| Amena                  | „Do Good Be Better”             | Amena, Sandra Bjurman, Stefan Örn                                                                              |
| Andreas Lundstedt      | „Vicious”                       | Andreas Lundstedt, Dino Medanhodzic, Laurell Barker, Liamoo                                                    |
| Angelino               | „Teardrops”                     | Jimmy „Joker” Thörnfeldt, Joy Deb, Linnea Deb, Tusse Chiza                                                     |
| Annika Wickihalder     | „Life Again”                    | Annika Wickihalder, Herman Gardarfve, Patrik Jean                                                              |
| Arvingarna             | „Ring baby ring”                | Stefan Brunzell, Thomas G:son                                                                                  |
| Arwin                  | „This Dream of Mine”            | Anderz Wrethov, Arwin Ismail, Jimmy „Joker” Thörnfeldt, Julie „Kill J” Aagaard, Peter Boström                  |
| Björn Holmgren         | „Rädda mig”                     | Björn Holmgren, David Lindgren Zacharias, Jens Hult                                                            |
| Dolly Style            | „Yihaa”                         | Caroline Aronsson, David Lindgren Zacharias, Herman Gardarfve, Melanie Wehbe, Mikaela Samuelsson, Patrik Jean  |
| Ella Tiritiello        | „Bara du är där”                | Adam „Rymdpojken” Englund, David Björk, Loreen Talhaoui                                                        |
| Erik Segerstedt        | „Show Me What Love Is”          | Erik Segerstedt, Mattias Andréasson, Pontus Söderman                                                           |
| Fredrik Lundman        | „The Heart of a Swedish Cowboy” | Erik Bernholm, Maja Francis, Thomas G:son                                                                      |
| Greczula               | „Believe Me”                    | Amanda Nordelius, John Russel, Kristofer Greczula                                                              |
| John Lundvik           | „Voice of the Silent”           | Jimmy Jansson, John Lundvik, Peter Boström, Thomas G:son                                                       |
| KAJ                    | „Bara bada bastu”               | Anderz Wrethov, Axel Åhman, Jakob Norrgård, Kevin Holmström, Kristoffer Strandberg, Robert Skowroński          |
| Kaliffa                | „Salute”                        | Anderz Wrethov, Jakob „Big Brain” Malmlöf, Jimmy „Joker” Thörnfeldt, Kaliffa Karlsson, Robert Skowroński       |
| Klara Hammarström      | „On and On and On”              | Dino Medanhodzic, Jimmy Jansson, Klara Hammarström, Moa „Cazzi Opeia” Carlebecker, Peter Boström, Thomas G:son |
| Linnea Henriksson      | „Den känslan”                   | David Lindgren Zacharias, Linnea Henriksson, Sebastian Atas                                                    |
| Maja Ivarsson          | „Kamikaze Life”                 | Andreas „Giri” Lindbergh, Jimmy „Joker” Thörnfeldt, Joy Deb, Linnea Deb, Maja Ivarsson                         |
| Malou Prytz            | „24K Gold”                      | Anderz Wrethov, Jimmy „Joker” Thörnfeldt, Julie „Kill J” Aagaard, Malou Prytz                                  |
| Måns Zelmerlöw         | „Revolution”                    | David Lindgren Zacharias, Måns Zelmerlöw, Ola Svensson, Sebastian Atas                                         |
| Meira Omar             | „Hush Hush”                     | Anderz Wrethov, Dino Medanhodzic, Laurell Barker, Meira Omar                                                   |
| Nomi Tales             | „Funniest Thing”                | Adam Breitholtz, Herman Gardarfve, Jacob Lundahl, Nomi Bontegard, Simon Weidersjö                              |
| Saga Ludvigsson        | „Hate You So Much”              | Herman Gardarfve, Lisa Desmond, Saga Ludvigsson                                                                |
| Scarlet                | „Sweet n’ Psycho”               | Anderz Wrethov, Dino Medanhodzic, Jimmy „Joker” Thörnfeldt, Scarlet Hunts, Thirsty                             |
| Schalgerz              | „Don Juan”                      | Anna Engh, Mikael Karlsson                                                                                     |
| Tennessee Tears        | „Yours”                         | Gavin Jones, Jonas Hermansson, Pär Westerlund, Tilda Feuk                                                      |
| Victoria Silvstedt     | „Love It!”                      | Jimmy Jansson, Thomas G:son                                                                                    |
| Vilhelm Buchaus        | „I’m Yours”                     | Elias Edman, Jonatan Lahti, Simon Alexander Ward, Vilhelm Buchaus                                              |

## Półfinały
Legenda:
     Uczestnicy, którzy awansowali do finału
     Uczestnicy, którzy trafili do dogrywki

### Półfinał 1

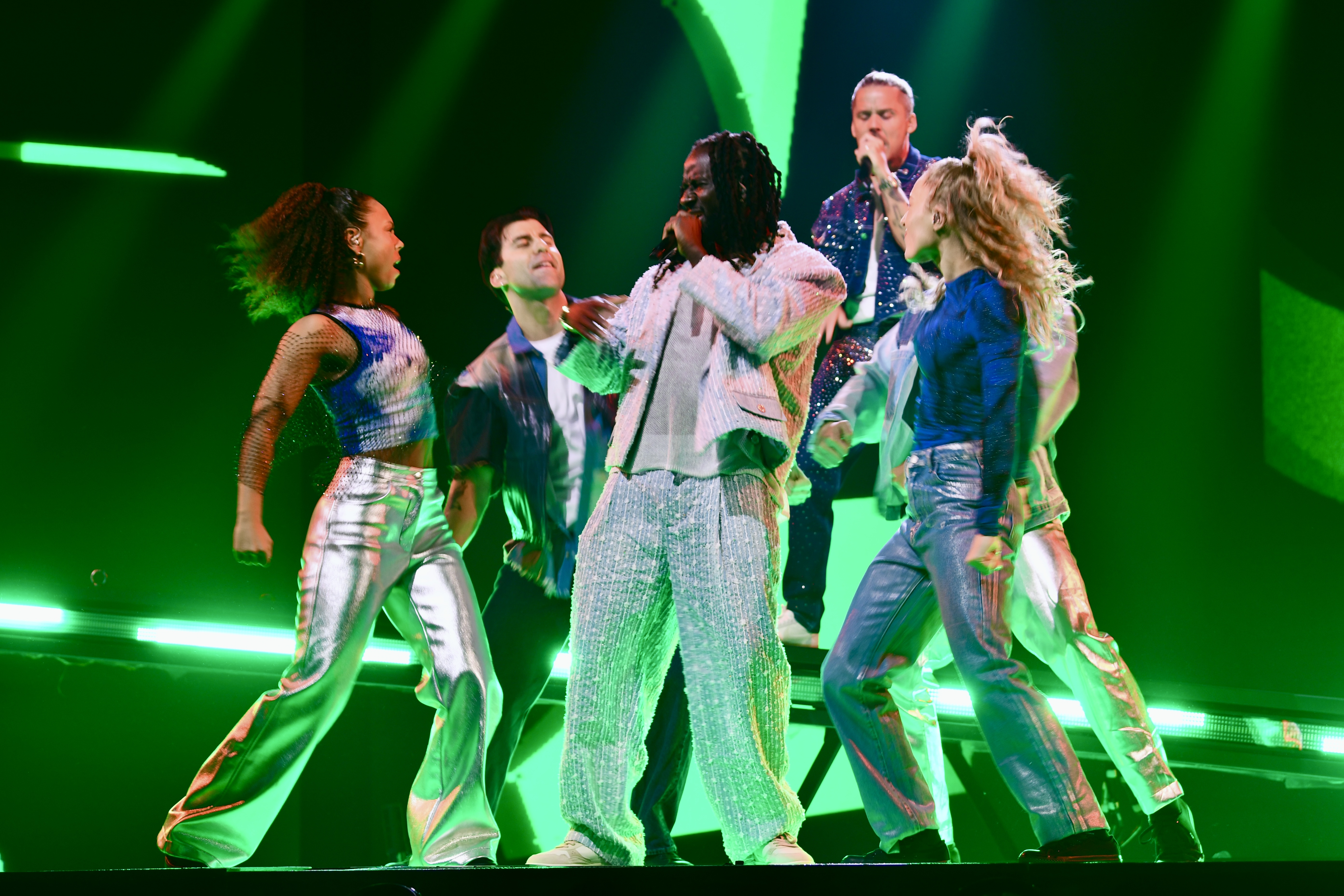
1. Albin Johnsén feat. Panetoz – „Upp i luften”
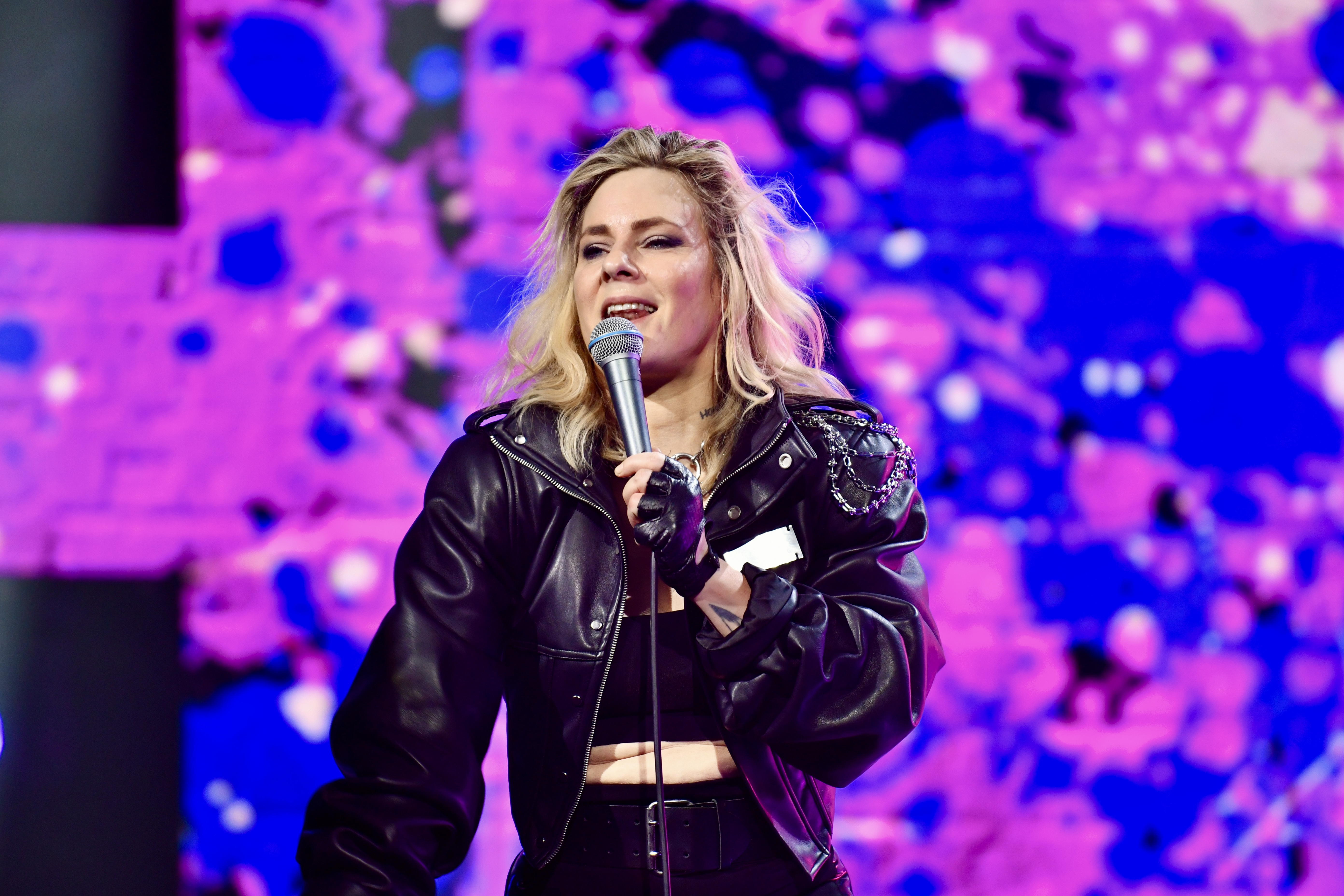
2. Maja Ivarsson – „Kamikaze Life”
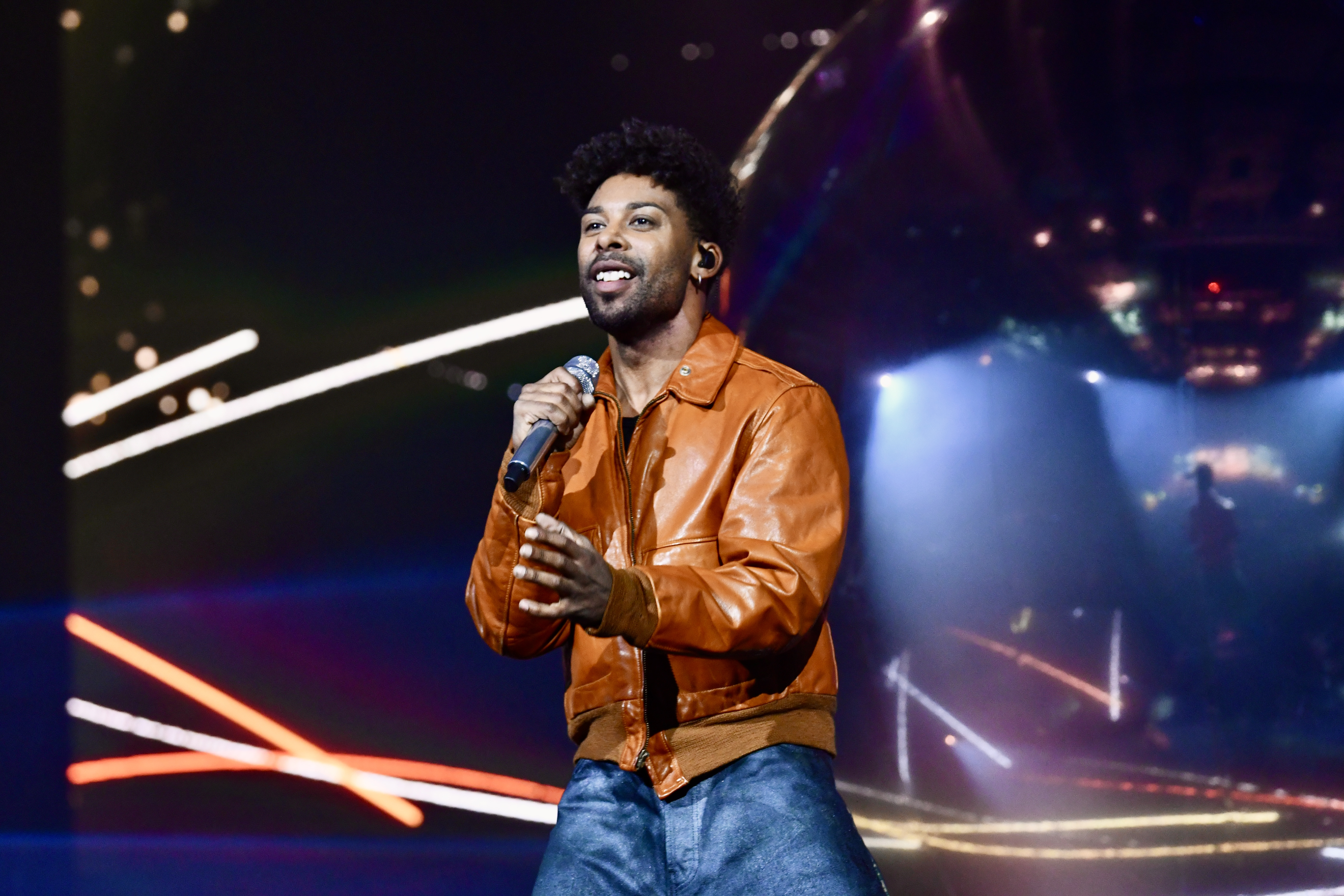
3. John Lundvik – „Voice of the Silent”
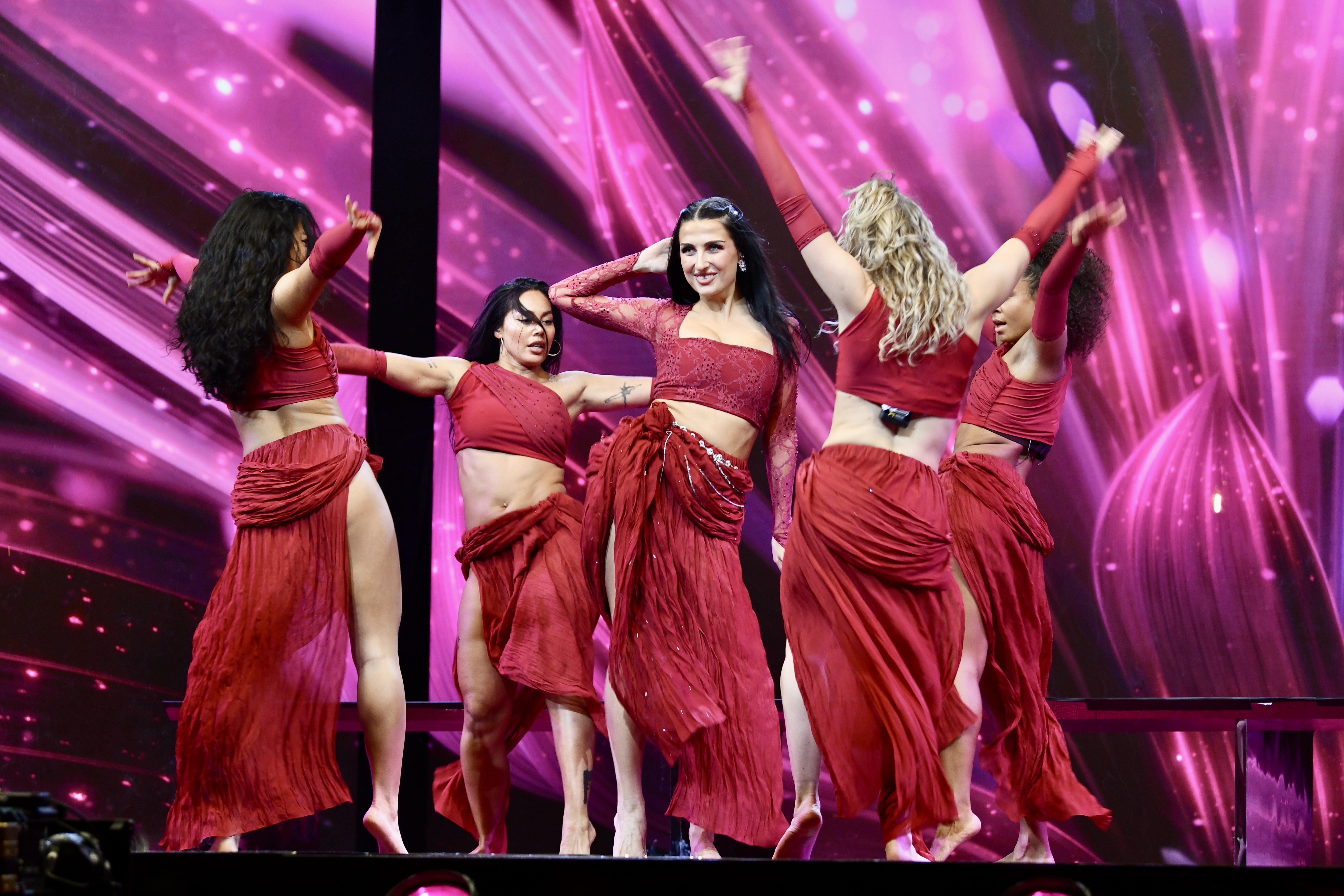
4. Meira Omar – „Hush Hush (singel Meiry Omar)”
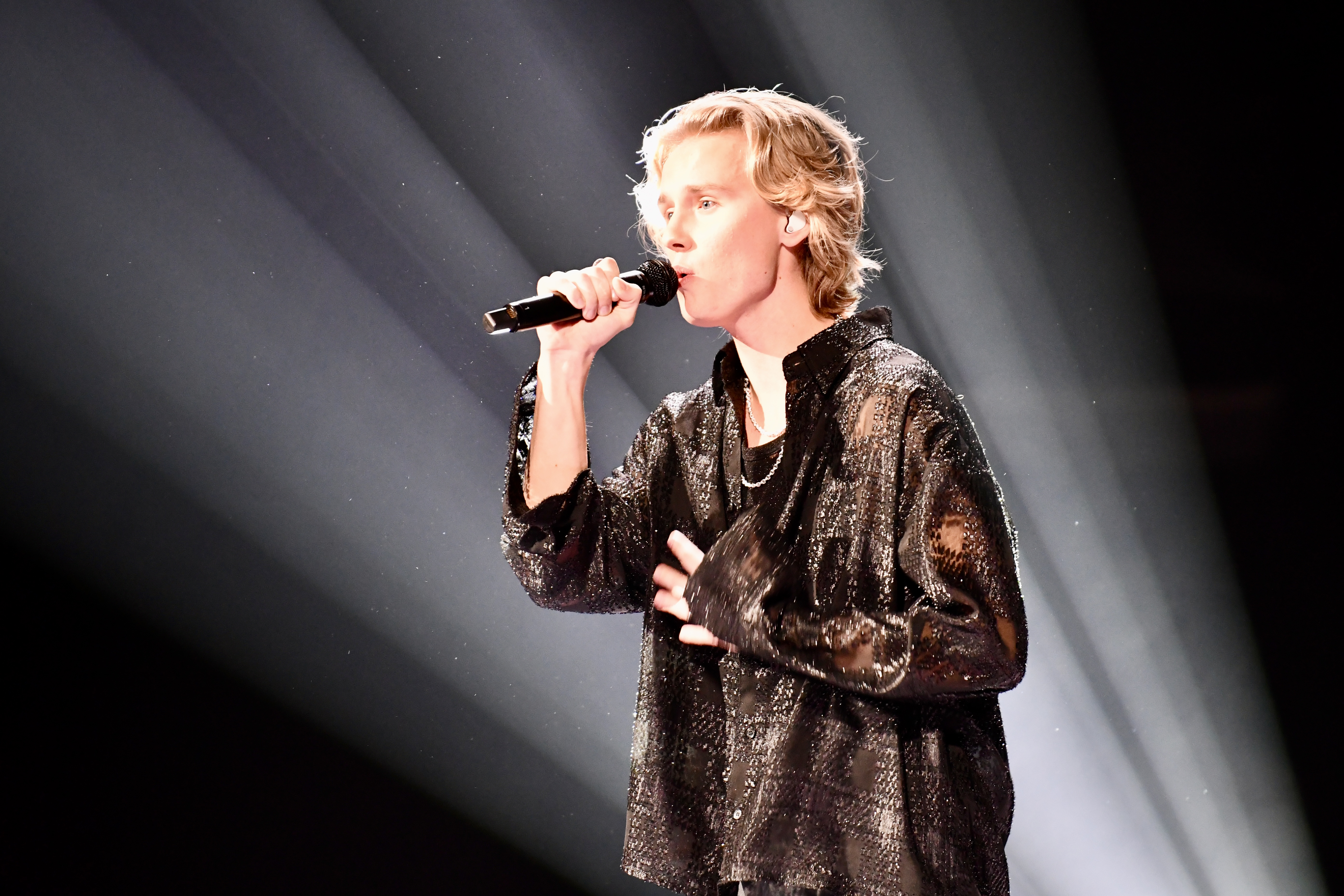
5. Adrian Macéus – „Vår första gång”
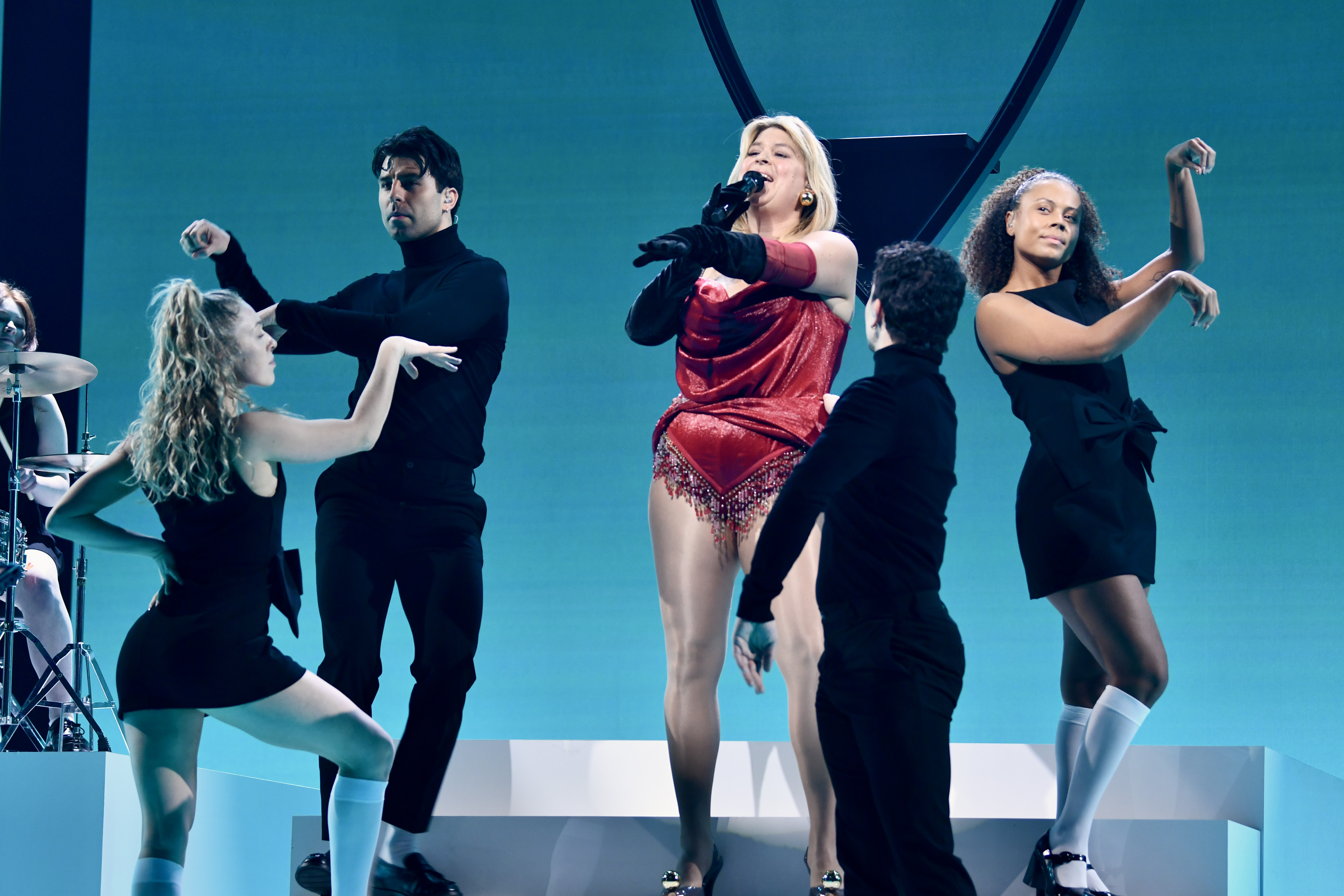
6. Linnea Henriksson – „Den känslan”

Pierwszy półfinał odbył się 1 lutego 2025 w Coop Norrbotten Arenie w Luleå.
| Lp. | Wykonawca              | Utwór                 | Widzowie      | Widzowie | Miejsce | Wynik    |
| Lp. | Wykonawca              | Utwór                 | Liczba głosów | Punkty   | Miejsce | Wynik    |
| --- | ---------------------- | --------------------- | ------------- | -------- | ------- | -------- |
| 1   | Albin Johnsén feat. Pa | „Upp i luften”        | 1 685 668     | 45       | 4       | Odpadli  |
| 2   | Maja Ivarsson          | „Kamikaze Life”       | 1 799 206     | 67       | 2       | Finał    |
| 3   | John Lundvik           | „Voice of the Silent” | 1 355 309     | 86       | 1       | Finał    |
| 4   | Meira Omar             | „Hush Hush”           | 1 716 377     | 58       | 3       | Dogrywka |
| 5   | Adrian Macéus          | „Vår första gång”     | 1 335 416     | 30       | 5       | Odpadł   |
| 6   | Linnea Henriksson      | „Den känslan”         | 1 002 492     | 26       | 6       | Odpadła  |

Łącznie oddano 8 894 468 głosów przy użyciu 528 263 urządzeń, a na fundację Radiohjälpen zebrano 276 309 koron szwedzkich.
| Lp. | Utwór                 | Grupy wiekowe | Grupy wiekowe | Grupy wiekowe | Grupy wiekowe | Grupy wiekowe | Grupy wiekowe | Grupy wiekowe | Głosowanie telefoniczne | Suma |
| Lp. | Utwór                 | 3–9           | 10–15         | 16–29         | 30–44         | 45–59         | 60–74         | 75+           | Głosowanie telefoniczne | Suma |
| --- | --------------------- | ------------- | ------------- | ------------- | ------------- | ------------- | ------------- | ------------- | ----------------------- | ---- |
| 1   | „Upp i luften”        | 12            | 10            | 8             | 5             | 5             | 1             | 1             | 3                       | 45   |
| 2   | „Kamikaze Life”       | 3             | 3             | 3             | 12            | 12            | 12            | 10            | 12                      | 67   |
| 3   | „Voice of the Silent” | 10            | 12            | 12            | 10            | 10            | 10            | 12            | 10                      | 86   |
| 4   | „Hush Hush”           | 8             | 8             | 10            | 8             | 8             | 5             | 3             | 8                       | 58   |
| 5   | „Vår första gång”     | 5             | 5             | 5             | 3             | 3             | 3             | 5             | 1                       | 30   |
| 6   | „Den känslan”         | 1             | 1             | 1             | 1             | 1             | 8             | 8             | 5                       | 26   |

### Półfinał 2

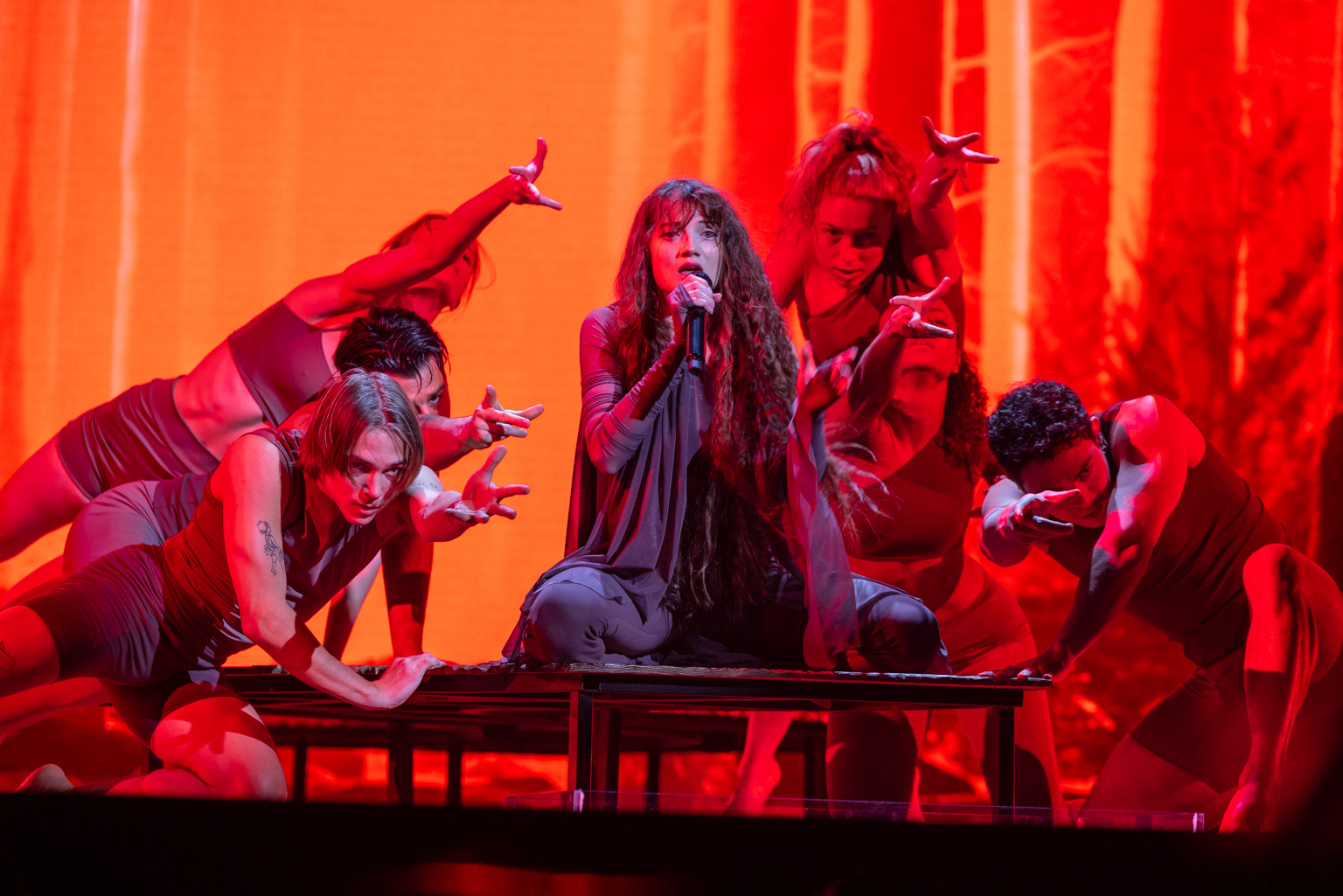
1. Nomi Tales – „Funniest Thing”
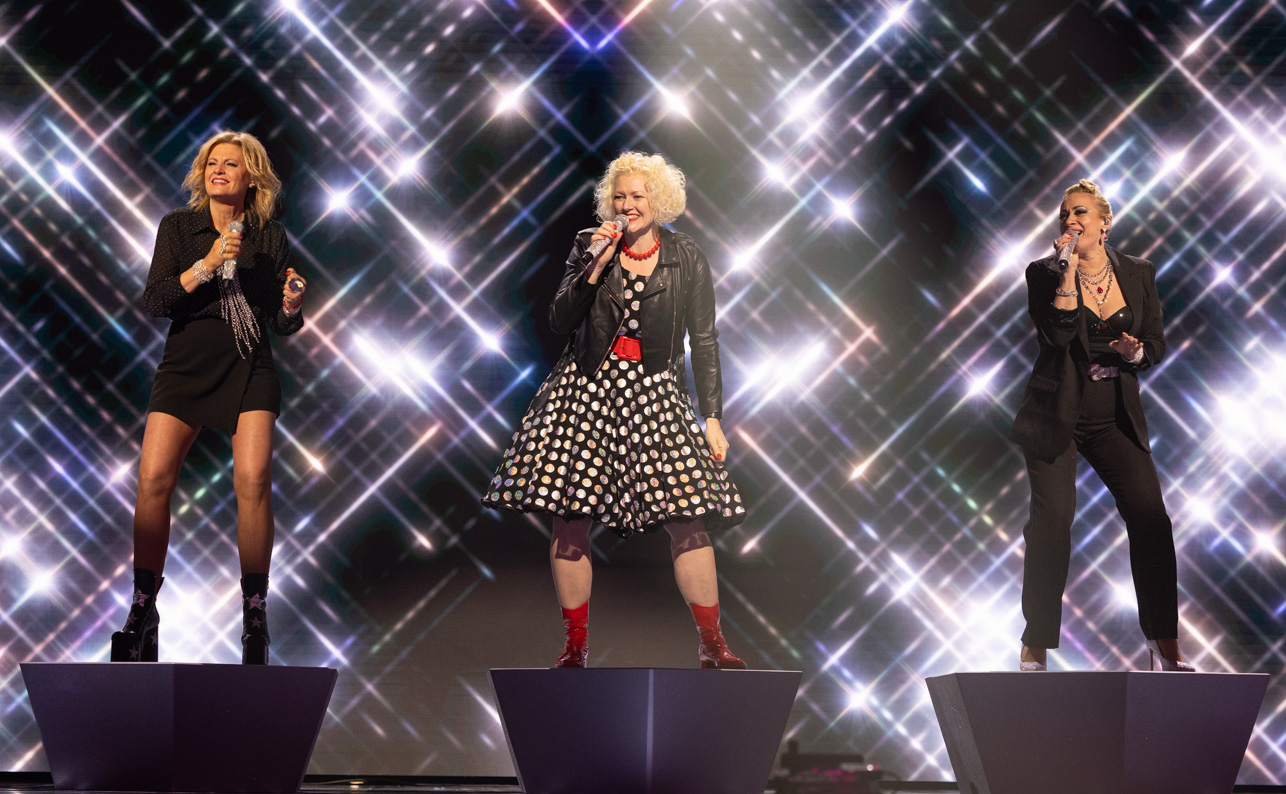
2. Schlagerz – „Don Juan”
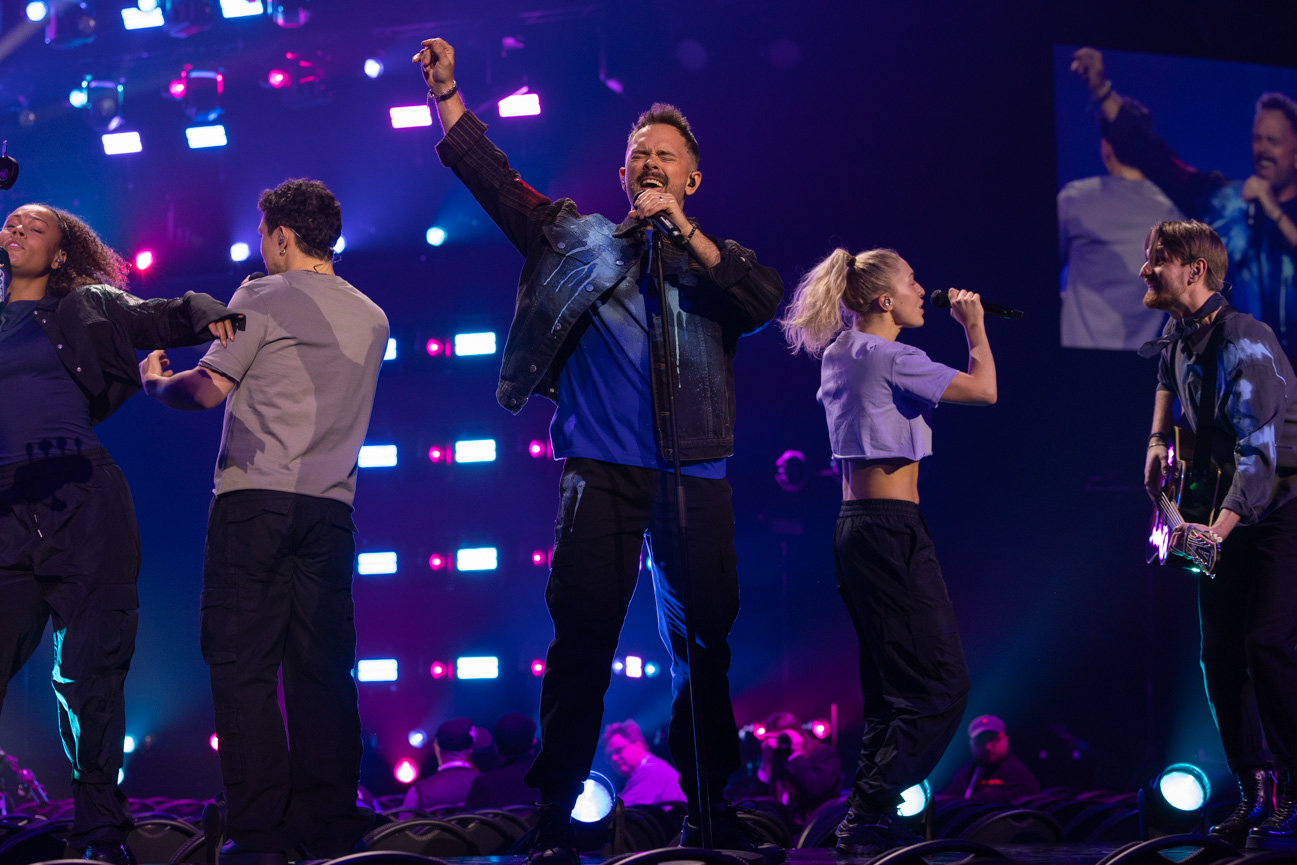
3. Erik Segerstedt – „Show Me What Love Is”
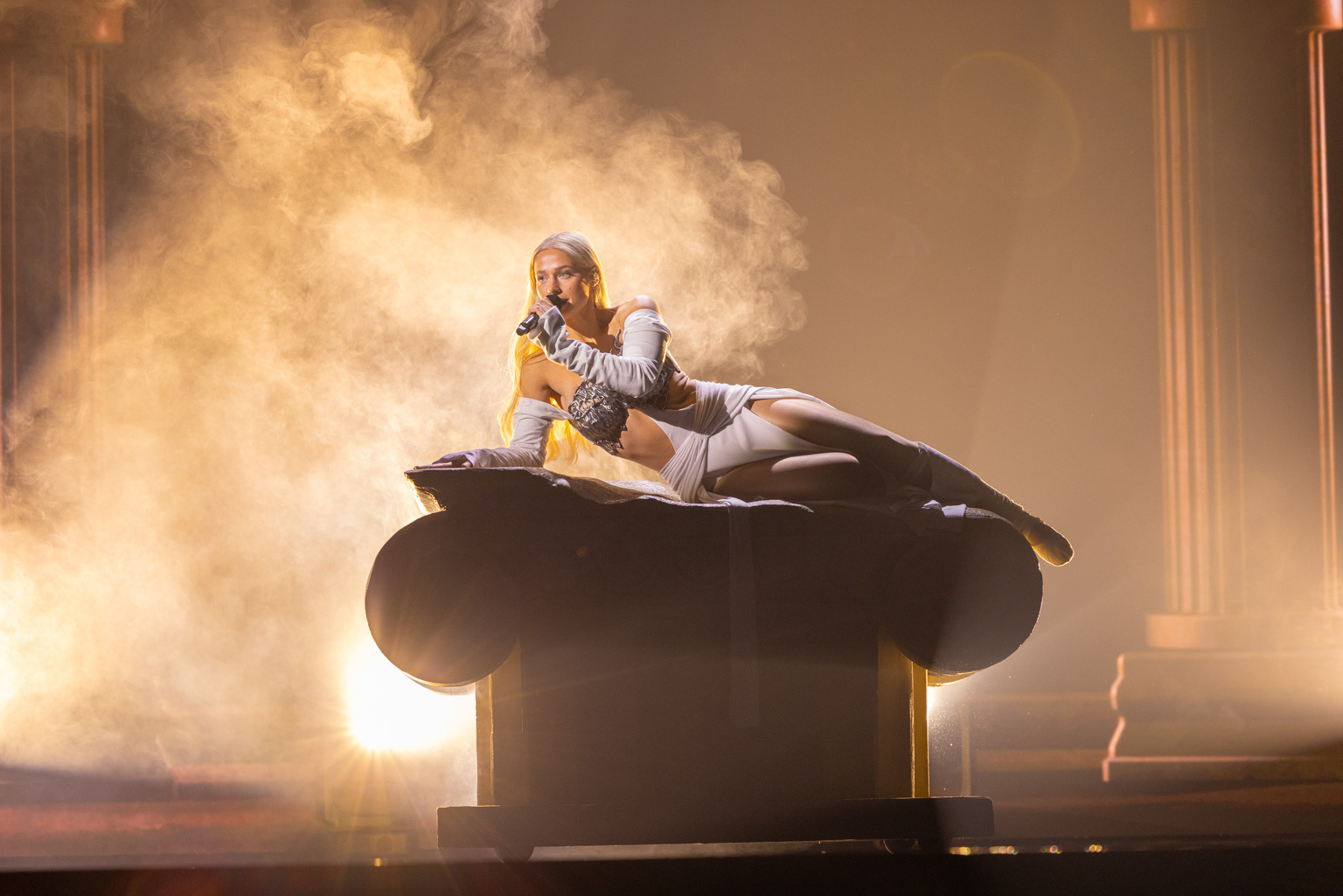
4. Klara Hammarström – „On and On and On (singel Klary Hammarström)”
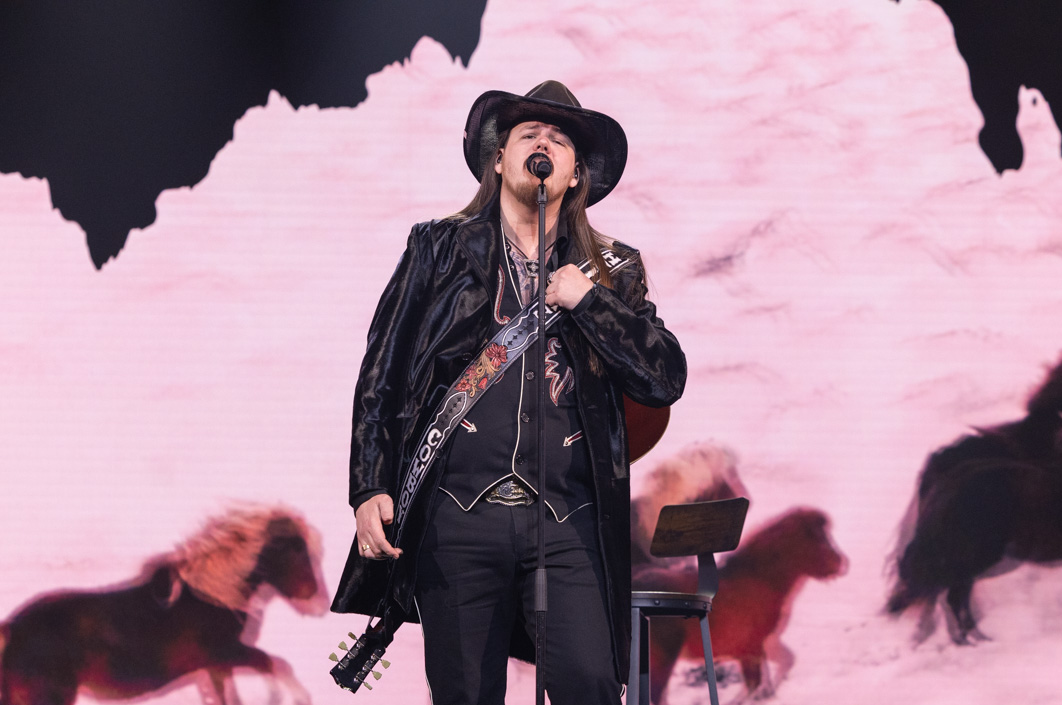
5. Fredrik Lundman – „The Heart of a Swedish Cowboy”
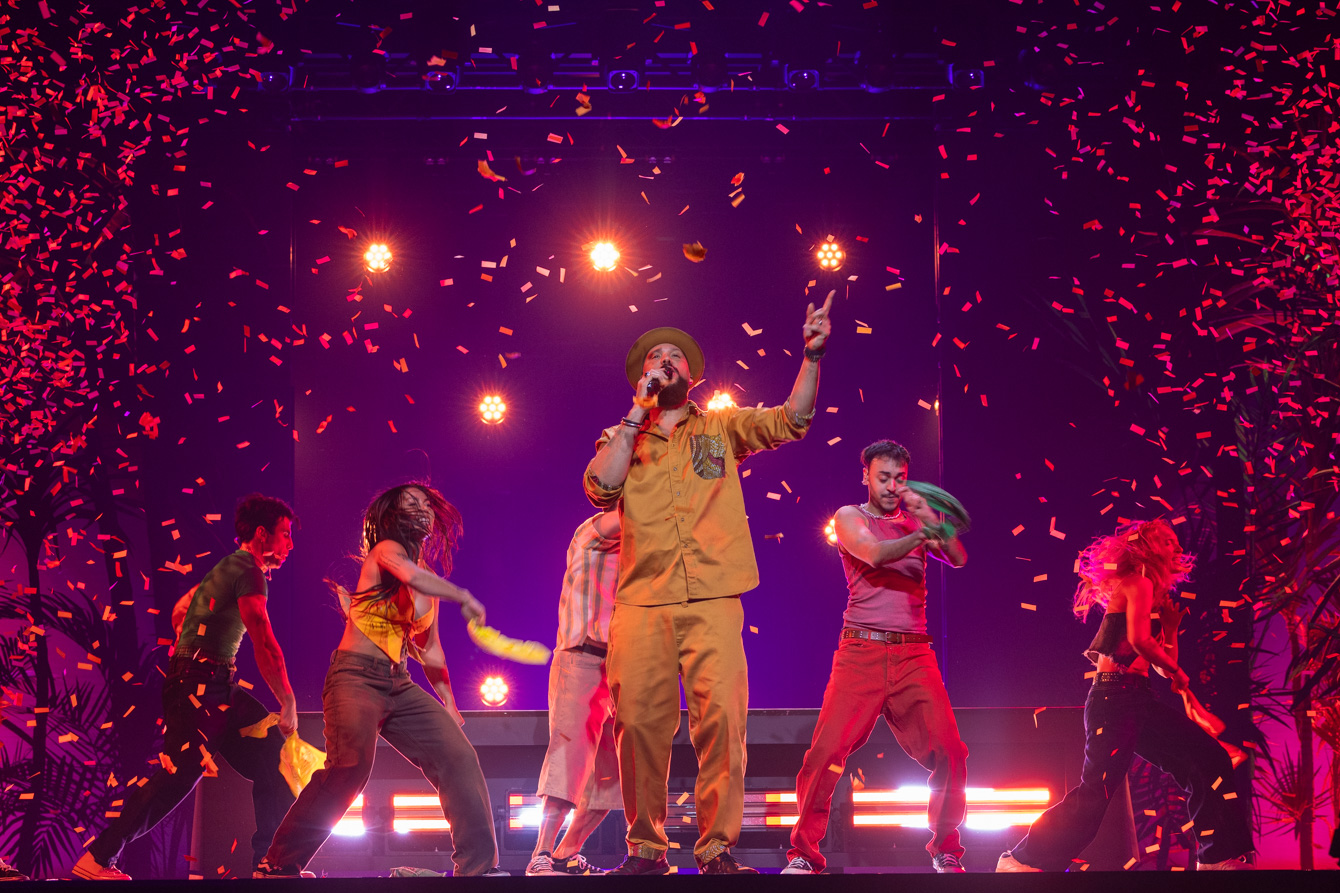
6. Kaliffa – „Salute”

Drugi półfinał odbył się 8 lutego 2025 w Scandinavium w Göteborgu.
| Lp. | Wykonawca         | Utwór                           | Widzowie      | Widzowie | Miejsce | Wynik    |
| Lp. | Wykonawca         | Utwór                           | Liczba głosów | Punkty   | Miejsce | Wynik    |
| --- | ----------------- | ------------------------------- | ------------- | -------- | ------- | -------- |
| 1   | Nomi Tales        | „Funniest Thing”                | 1 504 035     | 30       | 4       | Odpadła  |
| 2   | Schalgerz         | „Don Juan”                      | 738 480       | 19       | 6       | Odpadły  |
| 3   | Erik Segerstedt   | „Show Me What Love Is”          | 1 339 899     | 86       | 1       | Finał    |
| 4   | Klara Hammarström | „On and On and On”              | 2 581 942     | 83       | 2       | Finał    |
| 5   | Fredrik Lundman   | „The Heart of a Swedish Cowboy” | 1 459 639     | 52       | 5       | Odpadł   |
| 6   | Kaliffa           | „Salute”                        | 1 685 036     | 42       | 3       | Dogrywka |

Łącznie oddano 9 309 031 głosów przy użyciu 551 178 urządzeń, a na fundację Radiohjälpen zebrano 339 383 koron szwedzkich.
| Lp. | Utwór                           | Grupy wiekowe | Grupy wiekowe | Grupy wiekowe | Grupy wiekowe | Grupy wiekowe | Grupy wiekowe | Grupy wiekowe | Głosowanie telefoniczne | Suma |
| Lp. | Utwór                           | 3–9           | 10–15         | 16–29         | 30–44         | 45–59         | 60–74         | 75+           | Głosowanie telefoniczne | Suma |
| --- | ------------------------------- | ------------- | ------------- | ------------- | ------------- | ------------- | ------------- | ------------- | ----------------------- | ---- |
| 1   | „Funniest Thing”                | 8             | 8             | 3             | 3             | 3             | 3             | 1             | 1                       | 30   |
| 2   | „Don Juan”                      | 1             | 1             | 1             | 1             | 1             | 1             | 5             | 8                       | 19   |
| 3   | „Show Me What Love Is”          | 10            | 10            | 12            | 10            | 10            | 12            | 12            | 10                      | 86   |
| 4   | „On and On and On”              | 12            | 12            | 10            | 12            | 12            | 10            | 10            | 5                       | 83   |
| 5   | „The Heart of a Swedish Cowboy” | 3             | 3             | 5             | 5             | 8             | 8             | 8             | 12                      | 52   |
| 6   | „Salute”                        | 5             | 5             | 8             | 8             | 5             | 5             | 3             | 3                       | 42   |

### Półfinał 3
Trzeci półfinał odbył się 15 lutego 2025 w ABB Arenie w Västerås.
| Lp. | Wykonawca          | Utwór        | Widzowie      | Widzowie | Miejsce | Wynik    |
| Lp. | Wykonawca          | Utwór        | Liczba głosów | Punkty   | Miejsce | Wynik    |
| --- | ------------------ | ------------ | ------------- | -------- | ------- | -------- |
| 1   | Greczula           | „Believe Me” | 1 069 958     | 74       | 1       | Finał    |
| 2   | Malou Prytz        | „24K Gold”   | 1 384 003     | 42       | 4       | Odpadła  |
| 3   | Björn Holmgren     | „Rädda mig”  | 1 137 374     | 21       | 6       | Odpadł   |
| 4   | Dolly Style        | „Yihaa”      | 1 658 290     | 54       | 3       | Dogrywka |
| 5   | Angelino           | „Teardrops”  | 1 300 057     | 48       | 5       | Odpadł   |
| 6   | Annika Wickihalder | „Life Again” | 1 674 729     | 73       | 2       | Finał    |

Łącznie oddano 8 224 411 głosów przy użyciu 497 032 urządzeń, a na fundację Radiohjälpen zebrano 258 943 koron szwedzkich.
| Lp. | Utwór        | Grupy wiekowe | Grupy wiekowe | Grupy wiekowe | Grupy wiekowe | Grupy wiekowe | Grupy wiekowe | Grupy wiekowe | Głosowanie telefoniczne | Suma |
| Lp. | Utwór        | 3–9           | 10–15         | 16–29         | 30–44         | 45–59         | 60–74         | 75+           | Głosowanie telefoniczne | Suma |
| --- | ------------ | ------------- | ------------- | ------------- | ------------- | ------------- | ------------- | ------------- | ----------------------- | ---- |
| 1   | „Believe Me” | 5             | 3             | 12            | 12            | 12            | 10            | 10            | 10                      | 74   |
| 2   | „24K Gold”   | 10            | 10            | 3             | 5             | 5             | 3             | 5             | 1                       | 42   |
| 3   | „Rädda mig”  | 3             | 1             | 8             | 1             | 1             | 1             | 1             | 5                       | 21   |
| 4   | „Yihaa”      | 12            | 12            | 1             | 10            | 3             | 5             | 3             | 8                       | 54   |
| 5   | „Teardrops”  | 8             | 5             | 5             | 3             | 8             | 8             | 8             | 3                       | 48   |
| 6   | „Life Again” | 1             | 8             | 10            | 8             | 10            | 12            | 12            | 12                      | 73   |

### Półfinał 4
Czwarty półfinał odbył się 22 lutego 2025 w Malmö Arenie w Malmö.
| Lp. | Wykonawca         | Utwór               | Widzowie      | Widzowie | Miejsce | Wynik    |
| Lp. | Wykonawca         | Utwór               | Liczba głosów | Punkty   | Miejsce | Wynik    |
| --- | ----------------- | ------------------- | ------------- | -------- | ------- | -------- |
| 1   | Andreas Lundstedt | „Vicious”           | 1 523 289     | 48       | 4       | Odpadł   |
| 2   | Ella Tiritiello   | „Bara du är där”    | 1 601 573     | 46       | 3       | Dogrywka |
| 3   | Tennessee Tears   | „Yours”             | 1 209 305     | 36       | 5       | Odpadli  |
| 4   | KAJ               | „Bara bada bastu”   | 2 193 472     | 76       | 2       | Finał    |
| 5   | Amena             | „Do Good Be Better” | 963 373       | 10       | 6       | Odpadła  |
| 6   | Måns Zelmerlöw    | „Revolution”        | 1 632 844     | 96       | 1       | Finał    |

Łącznie oddano 9 123 856 głosów przy użyciu 562 798 urządzeń, a na fundację Radiohjälpen zebrano 362 752 koron szwedzkich.
| Lp. | Utwór               | Grupy wiekowe | Grupy wiekowe | Grupy wiekowe | Grupy wiekowe | Grupy wiekowe | Grupy wiekowe | Grupy wiekowe | Głosowanie telefoniczne | Suma |
| Lp. | Utwór               | 3–9           | 10–15         | 16–29         | 30–44         | 45–59         | 60–74         | 75+           | Głosowanie telefoniczne | Suma |
| --- | ------------------- | ------------- | ------------- | ------------- | ------------- | ------------- | ------------- | ------------- | ----------------------- | ---- |
| 1   | „Vicious”           | 5             | 5             | 5             | 5             | 8             | 10            | 5             | 5                       | 48   |
| 2   | „Bara du är där”    | 10            | 8             | 8             | 8             | 3             | 3             | 3             | 3                       | 46   |
| 3   | „Yours”             | 3             | 3             | 1             | 3             | 5             | 5             | 8             | 8                       | 36   |
| 4   | „Bara bada bastu”   | 8             | 10            | 10            | 10            | 10            | 8             | 10            | 10                      | 76   |
| 5   | „Do Good Be Better” | 1             | 1             | 3             | 1             | 1             | 1             | 1             | 1                       | 10   |
| 6   | „Revolution”        | 12            | 12            | 12            | 12            | 12            | 12            | 12            | 12                      | 96   |

### Półfinał 5
Piąty półfinał odbył się 1 marca 2025 w Husqvarna Garden w Jönköping.
| Lp. | Wykonawca          | Utwór                | Widzowie      | Widzowie | Miejsce | Wynik    |
| Lp. | Wykonawca          | Utwór                | Liczba głosów | Punkty   | Miejsce | Wynik    |
| --- | ------------------ | -------------------- | ------------- | -------- | ------- | -------- |
| 1   | Arvingarna         | „Ring baby ring”     | 1 000 999     | 20       | 5       | Odpadli  |
| 2   | Arwin              | „This Dream of Mine” | 1 558 498     | 58       | 3       | Dogrywka |
| 3   | Saga Ludvigsson    | „Hate You So Much”   | 1 106 111     | 80       | 1       | Finał    |
| 4   | Victoria Silvstedt | „Love It!”           | 834 799       | 16       | 6       | Odpadła  |
| 5   | Vilhelm Buchaus    | „I’m Yours”          | 1 554 603     | 72       | 4       | Odpadł   |
| 6   | Scarlet            | „Sweet n’ Psycho”    | 1 942 453     | 66       | 2       | Finał    |

Łącznie oddano 7 997 463 głosów przy użyciu 517 435 urządzeń, a na fundację Radiohjälpen zebrano 305 358 koron szwedzkich.
| Lp. | Utwór                | Grupy wiekowe | Grupy wiekowe | Grupy wiekowe | Grupy wiekowe | Grupy wiekowe | Grupy wiekowe | Grupy wiekowe | Głosowanie telefoniczne | Suma |
| Lp. | Utwór                | 3–9           | 10–15         | 16–29         | 30–44         | 45–59         | 60–74         | 75+           | Głosowanie telefoniczne | Suma |
| --- | -------------------- | ------------- | ------------- | ------------- | ------------- | ------------- | ------------- | ------------- | ----------------------- | ---- |
| 1   | „Ring baby ring”     | 3             | 3             | 3             | 3             | 1             | 1             | 3             | 3                       | 20   |
| 2   | „This Dream of Mine” | 12            | 10            | 5             | 5             | 5             | 8             | 8             | 5                       | 58   |
| 3   | „Hate You So Much”   | 8             | 12            | 10            | 10            | 10            | 12            | 10            | 8                       | 80   |
| 4   | „Love It!”           | 1             | 1             | 1             | 1             | 3             | 3             | 5             | 1                       | 16   |
| 5   | „I’m Yours”          | 5             | 5             | 12            | 8             | 8             | 10            | 12            | 12                      | 72   |
| 6   | „Sweet n’ Psycho”    | 10            | 8             | 8             | 12            | 12            | 5             | 1             | 10                      | 66   |

#### Dogrywka
Dogrywka odbyła się natychmiast po zakończeniu piątego półfinału. Jej format uległ zmianie względem poprzedniej edycji (gdzie padł ofiarą krytyki ze względu na jego przebieg i wyniki), albowiem uczestnik z najlepszym stosunkiem głosów oddanych na niego do sumy głosów oddanych w półfinale, w którym brał udział (przekalkulowanym na skalę 1000 punktów), jako zwycięzca bezpośrednio przeszedł do finału, po czym rozpoczęło się głosowanie pomiędzy pozostałymi czterema utworami, stosunek głosów zdobytych w dogrywce został przekalkulowany na skalę 800 punktów (tj. te głosy miały mniejszą wagę od tych oddanych w półfinałach – ta dysproporcja ma w założeniu to dać mniejszą przewagę uczestnikowi, który zakwalifikował się z poprzedzającego dogrywkę ostatniego półfinału, zważając na tzw. tendencję do świeżości), a uczestnik z największą liczbą punktów po zsumowaniu obu głosowań również otrzymał awans do finału z drugiego miejsca.
| Kod | Wykonawca       | Utwór                | Półfinał      | Półfinał | Dogrywka      | Dogrywka | Suma | Miejsce | Wynik   |
| Kod | Wykonawca       | Utwór                | Liczba głosów | Punkty   | Liczba głosów | Punkty   | Suma | Miejsce | Wynik   |
| --- | --------------- | -------------------- | ------------- | -------- | ------------- | -------- | ---- | ------- | ------- |
| 11  | Meira Omar      | „Hush Hush”          | 1 716 377     | 210      | 1 087 480     | 306      | 516  | 2       | Finał   |
| 12  | Kaliffa         | „Salute”             | 1 685 036     | 197      | 540 096       | 150      | 347  | 4       | Odpadł  |
| 13  | Dolly Style     | „Yihaa”              | 1 658 290     | 215      | —             | —        | —    | 1       | Finał   |
| 14  | Ella Tiritiello | „Bara du är där”     | 1 601 573     | 184      | 693 518       | 195      | 379  | 3       | Odpadła |
| 15  | Arwin           | „This Dream of Mine” | 1 558 498     | 194      | 531 661       | 149      | 343  | 5       | Odpadł  |

Łącznie oddano 2 852 755 głosów przy użyciu 403 642 urządzeń, a na fundację Radiohjälpen zebrano 204 303 koron szwedzkich.

## Finał
Finał odbył się 8 marca 2025 w Strawberry Arenie w Solnie.
| Lp. | Wykonawca          | Utwór                  | Jurorzy | Widzowie      | Widzowie | Suma | Miejsce |
| Lp. | Wykonawca          | Utwór                  | Jurorzy | Liczba głosów | Punkty   | Suma | Miejsce |
| --- | ------------------ | ---------------------- | ------- | ------------- | -------- | ---- | ------- |
| 1   | John Lundvik       | „Voice of the Silent”  | 49      | 1 578 564     | 25       | 74   | 6       |
| 2   | Dolly Style        | „Yihaa”                | 48      | 2 011 149     | 27       | 75   | 5       |
| 3   | Greczula           | „Believe Me”           | 47      | 2 696 753     | 56       | 103  | 3       |
| 4   | Klara Hammarström  | „On and On and On”     | 34      | 2 461 721     | 43       | 77   | 4       |
| 5   | Scarlet            | „Sweet n’ Psycho”      | 31      | 1 943 638     | 33       | 64   | 7       |
| 6   | Erik Segerstedt    | „Show Me What Love Is” | 24      | 1 615 974     | 27       | 51   | 9       |
| 7   | Maja Ivarsson      | „Kamikaze Life”        | 2       | 1 435 634     | 30       | 32   | 11      |
| 8   | Meira Omar         | „Hush Hush”            | 26      | 1 901 356     | 24       | 50   | 10      |
| 9   | Måns Zelmerlöw     | „Revolution”           | 76      | 3 278 385     | 81       | 157  | 2       |
| 10  | Saga Ludvigsson    | „Hate You So Much”     | 17      | 1 472 693     | 10       | 27   | 12      |
| 11  | Annika Wickihalder | „Life Again”           | 36      | 1 370 687     | 18       | 54   | 8       |
| 12  | KAJ                | „Bara bada bastu”      | 74      | 4 305 774     | 90       | 164  | 1       |

| Lp. | Utwór                  | Litwa | Włochy | Szwajcaria | Irlandia | Francja | Norwegia | Grecja | Serbia | Suma |
| --- | ---------------------- | ----- | ------ | ---------- | -------- | ------- | -------- | ------ | ------ | ---- |
| 1 | „Voice of the Silent”  | 8     | 7      | 8          | 5        | 6       | 5        | 4      | 6      | 49   |
| 2 | „Yihaa”                | 10    | 10     | 4          | 6        | 1       | 6        | 8      | 3      | 48   |
| 3 | „Believe Me”           | 3     | 8      | 7          | 4        | 7       | 3        | 5      | 10     | 47   |
| 4 | „On and On and On”     |       | 1      | 3          | 3        | 8       | 8        | 7      | 4      | 34   |
| 5 | „Sweet n’ Psycho”      | 6     | 4      |            | 2        | 4       | 7        |        | 8      | 31   |
| 6 | „Show Me What Love Is” | 5     | 2      | 1          | 8        | 2       | 2        | 2      | 2      | 24   |
| 7 | „Kamikaze Life”        | 2     |        |            |          |         |          |        |        | 2    |
| 8 | „Hush Hush”            |       |        | 6          | 10       | 3       | 4        | 3      |        | 26   |
| 9 | „Revolution”           | 7     | 6      | 12         | 7        | 12      | 10       | 10     | 12     | 76   |
| 10 | „Hate You So Much”     | 1     | 3      | 10         |          |         | 1        | 1      | 1      | 17   |
| 11 | „Life Again”           | 12    | 5      | 2          | 1        | 5       |          | 6      | 5      | 36   |
| 12 | „Bara bada bastu”      | 4     | 12     | 5          | 12       | 10      | 12       | 12     | 7      | 74   |
| Sekretarze międzynarodowych komisji jurorskich |                        |       |        |            |          |         |          |        |        |      |
| - – Edvin Törnblom - – Mariangela Borneo - – Sandra Studer - – Neil Doherty - – Alexandra Redde-Amiel - – Mads Tørklep - – Aleksandra Paschalidu - – Edvin Törnblom i Keyyo |                        |       |        |            |          |         |          |        |        |      |

Łącznie oddano 26 072 328 głosów przy użyciu 1 152 754 urządzeń, a na fundację Radiohjälpen zebrano 1 589 515 koron szwedzkich. Zwycięski utwór „Bara bada bastu” otrzymał największą w historii konkursu liczbę głosów w finale, zdecydowanie pobijając rekord ustanowiony przez piosenkę „Tattoo” Loreen w 2023.
| Lp. | Utwór                  | Grupy wiekowe | Grupy wiekowe | Grupy wiekowe | Grupy wiekowe | Grupy wiekowe | Grupy wiekowe | Grupy wiekowe | Głosowanie telefoniczne | Suma |
| Lp. | Utwór                  | 3–9           | 10–15         | 16–29         | 30–44         | 45–59         | 60–74         | 75+           | Głosowanie telefoniczne | Suma |
| --- | ---------------------- | ------------- | ------------- | ------------- | ------------- | ------------- | ------------- | ------------- | ----------------------- | ---- |
| 1   | „Voice of the Silent”  | 2             | 2             | 1             | 2             | 3             | 5             | 7             | 3                       | 25   |
| 2   | „Yihaa”                | 10            | 7             | 4             | 5             |               |               |               | 1                       | 27   |
| 3   | „Believe Me”           | 3             | 5             | 10            | 8             | 8             | 8             | 6             | 8                       | 56   |
| 4   | „On and On and On”     | 8             | 8             | 7             | 6             | 7             | 2             | 3             | 2                       | 43   |
| 5   | „Sweet n’ Psycho”      | 6             | 4             | 2             | 7             | 6             | 3             |               | 5                       | 33   |
| 6   | „Show Me What Love Is” | 1             | 1             | 3             | 1             | 4             | 6             | 5             | 6                       | 27   |
| 7   | „Kamikaze Life”        |               |               |               | 3             | 5             | 7             | 8             | 7                       | 30   |
| 8   | „Hush Hush”            | 5             | 6             | 6             | 4             | 2             |               | 1             |                         | 24   |
| 9   | „Revolution”           | 7             | 10            | 8             | 10            | 12            | 12            | 12            | 10                      | 81   |
| 10  | „Hate You So Much”     | 4             | 3             |               |               |               | 1             | 2             |                         | 10   |
| 11  | „Life Again”           |               |               | 5             |               | 1             | 4             | 4             | 4                       | 18   |
| 12  | „Bara bada bastu”      | 12            | 12            | 12            | 12            | 10            | 10            | 10            | 12                      | 90   |

Legenda:
     Zdobywca pierwszego miejsca
     Zdobywca drugiego miejsca
     Zdobywca trzeciego miejsca

## Statystyki

### Oglądalność
| Etap       | Data      | Widzowie  | Widzowie | Widzowie  | Udział (%) | Źr.    | Źr.   |
| Etap       | Data      | SVT1      | SVT Play | Suma      | Udział (%) | Źr.    | Źr.   |
| ---------- | --------- | --------- | -------- | --------- | ---------- | ------ | ----- |
| Półfinał 1 | 1 lutego  | 2 643 000 | 474 785  | 3 117 785 |            | [ 23 ] | [ 2 ] |
| Półfinał 2 | 8 lutego  | 2 562 000 | 437 065  | 2 999 065 |            | [ 24 ] | [ 2 ] |
| Półfinał 3 | 15 lutego | 2 224 000 | 424 092  | 2 648 092 |            | [ 25 ] | [ 2 ] |
| Półfinał 4 | 22 lutego | 2 542 000 | 562 798  | 3 104 798 |            | [ 26 ] | [ 2 ] |
| Półfinał 5 | 1 marca   | 2 607 000 |          |           |            |        | [ 2 ] |
| Finał      | 8 marca   |           |          |           |            |        | [ 2 ] |

## Galeria

### Półfinał 1
- 1. Albin Johnsén feat. Pa(inne języki) – „Upp i luften”
- 2. Maja Ivarsson – „Kamikaze Life(inne języki)”
- 3. John Lundvik – „Voice of the Silent(inne języki)”
- 4. Meira Omar(inne języki) – „Hush Hush(inne języki)”
- 5. Adrian Macéus(inne języki) – „Vår första gång”
- 6. Linnea Henriksson(inne języki) – „Den känslan”

### Półfinał 2
- 1. Nomi Tales(inne języki) – „Funniest Thing”
- 2. Schlagerz(inne języki) – „Don Juan”
- 3. Erik Segerstedt – „Show Me What Love Is(inne języki)”
- 4. Klara Hammarström(inne języki) – „On and On and On(inne języki)”
- 5. Fredrik Lundman(inne języki) – „The Heart of a Swedish Cowboy”
- 6. Kaliffa(inne języki) – „Salute”

### Półfinał 3

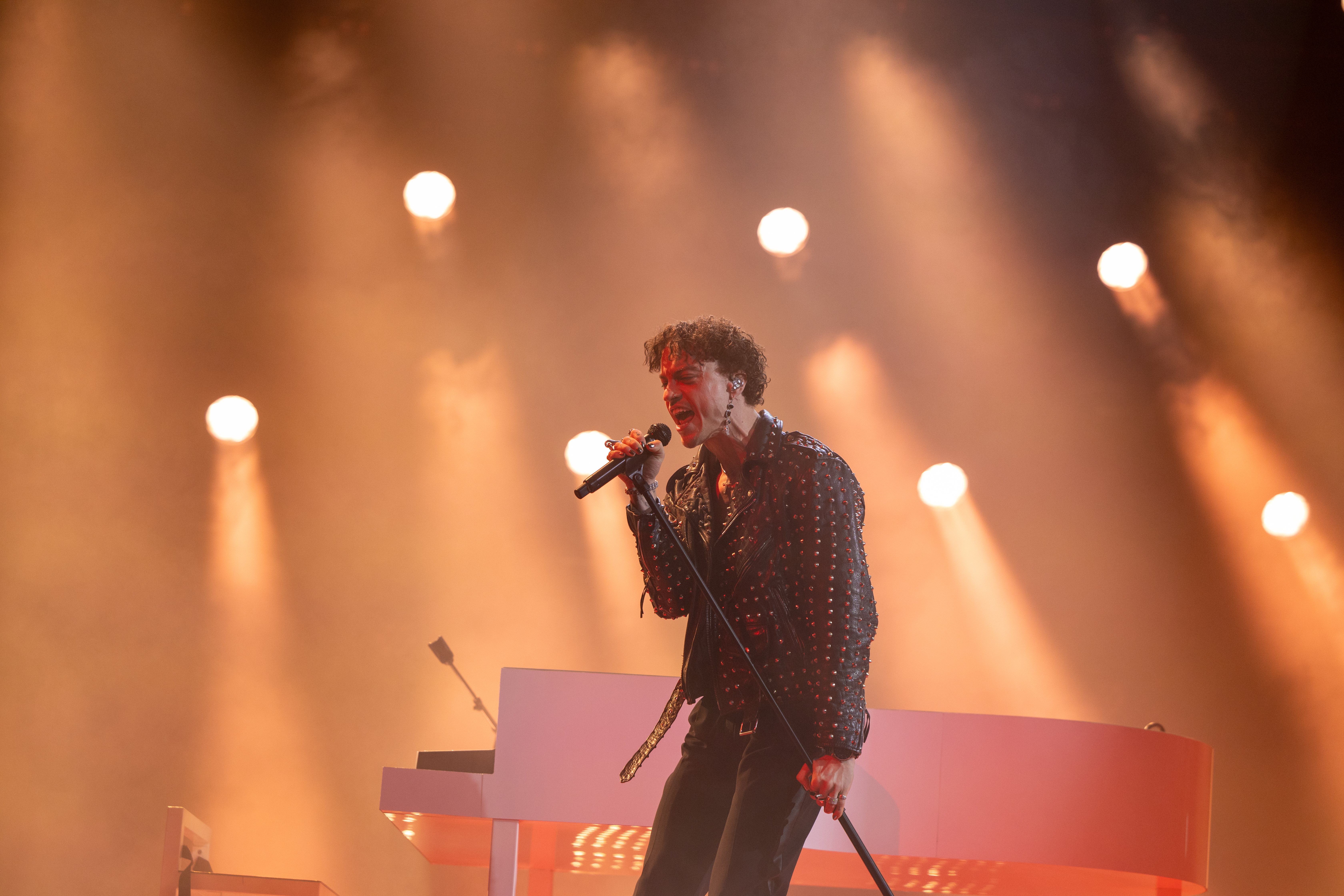
1. Greczula(inne języki) – „Believe Me(inne języki)”
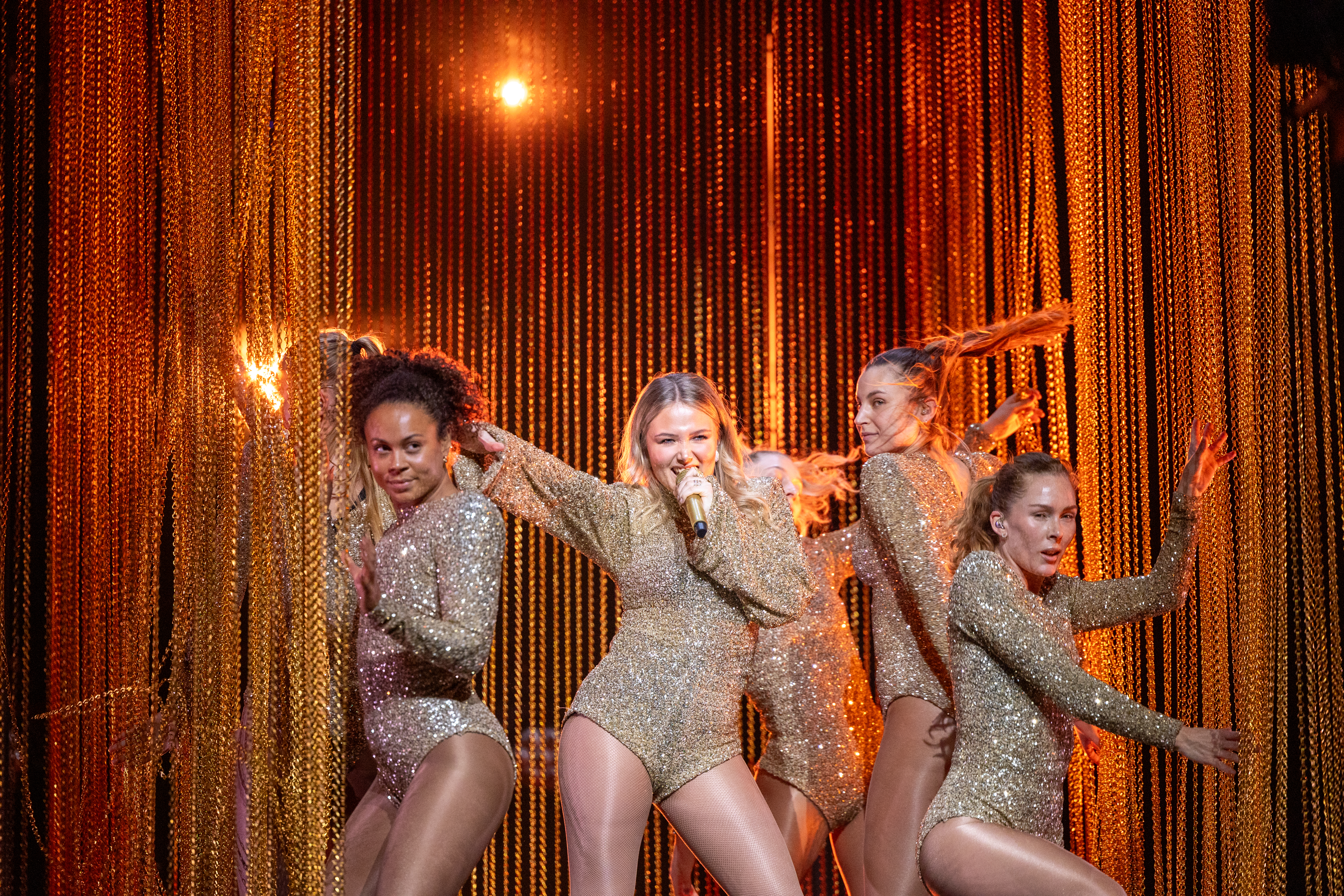
2. Malou Prytz – „24K Gold”
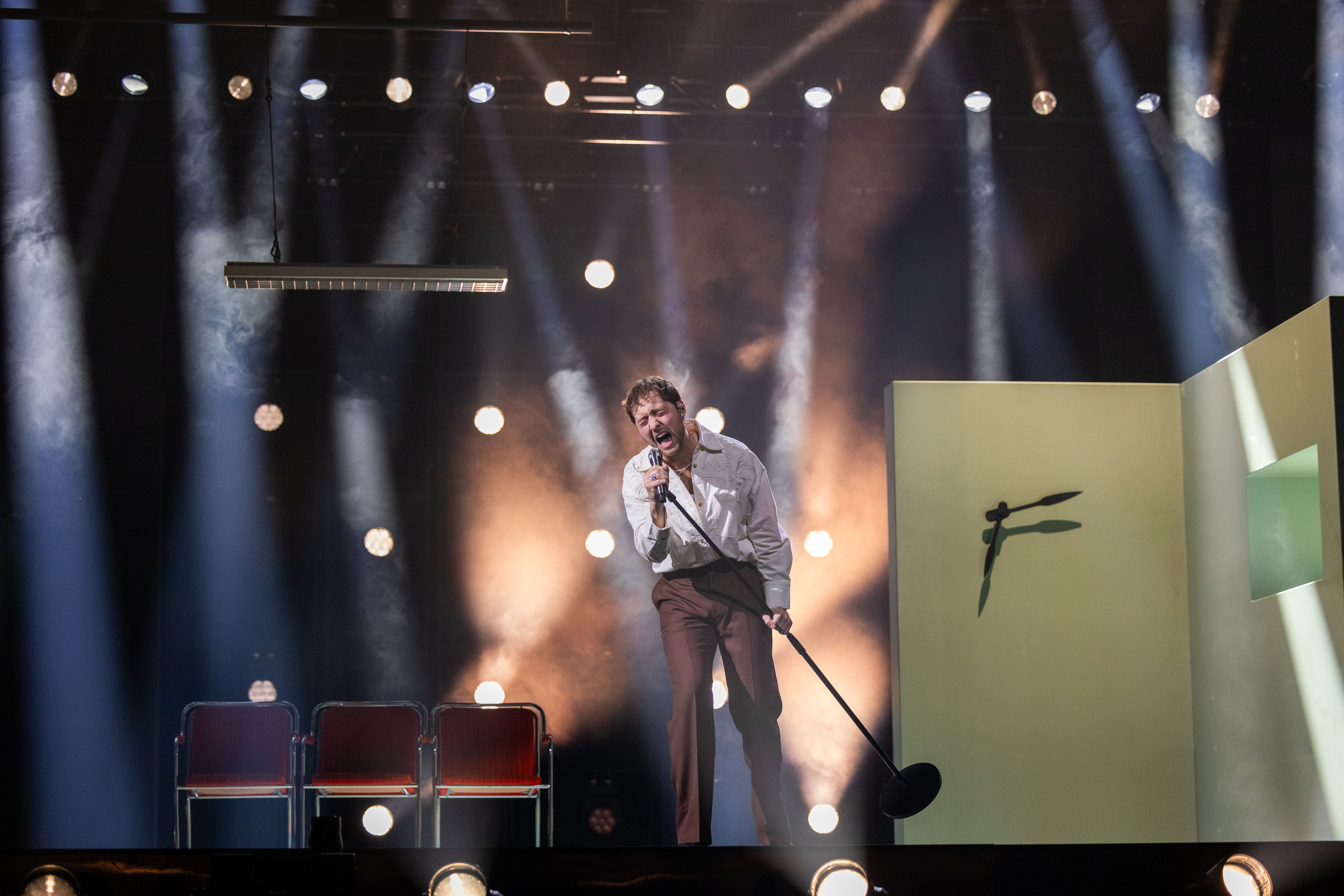
3. Björn Holmgren(inne języki) – „Rädda mig”
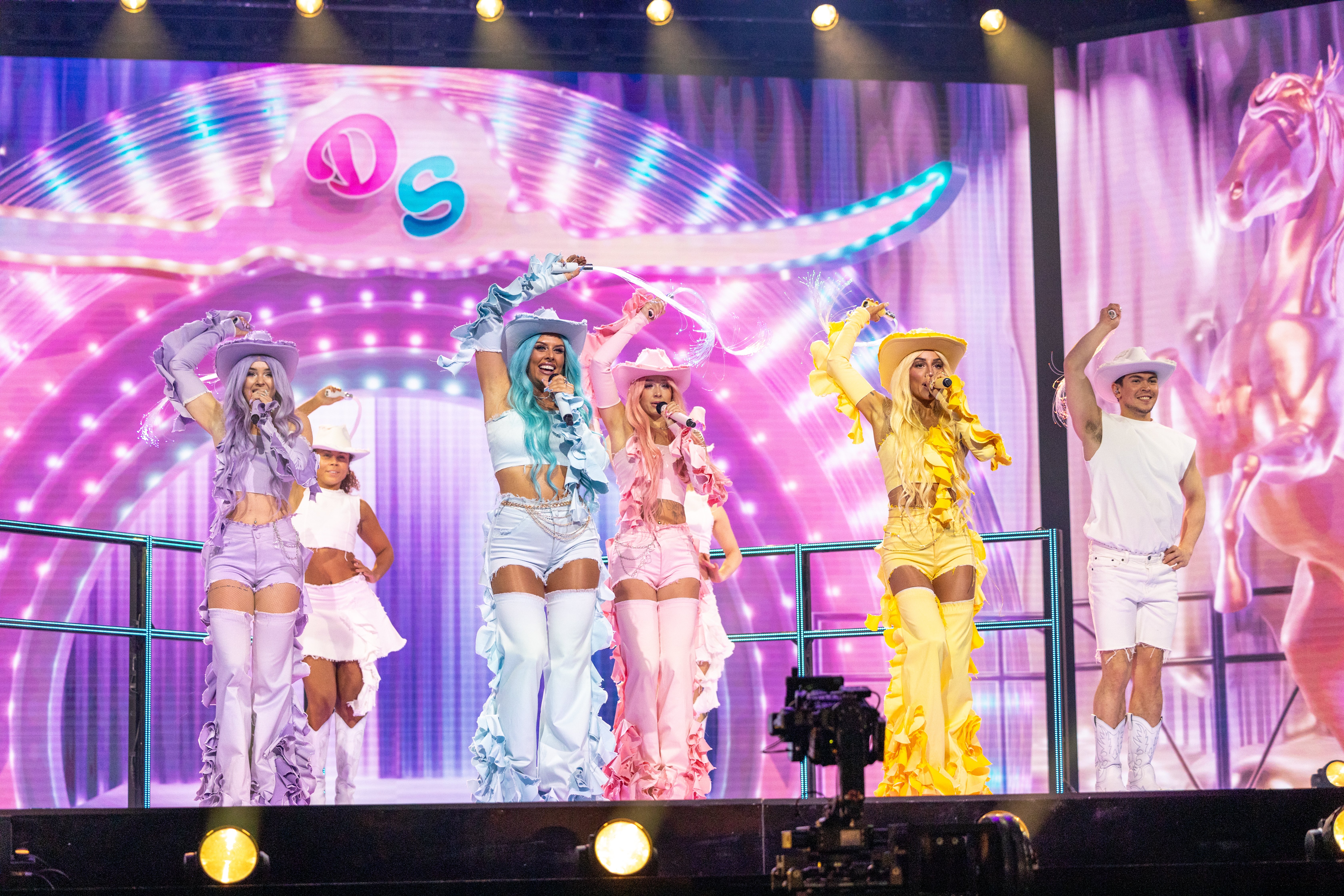
4. Dolly Style(inne języki) – „Yihaa(inne języki)”
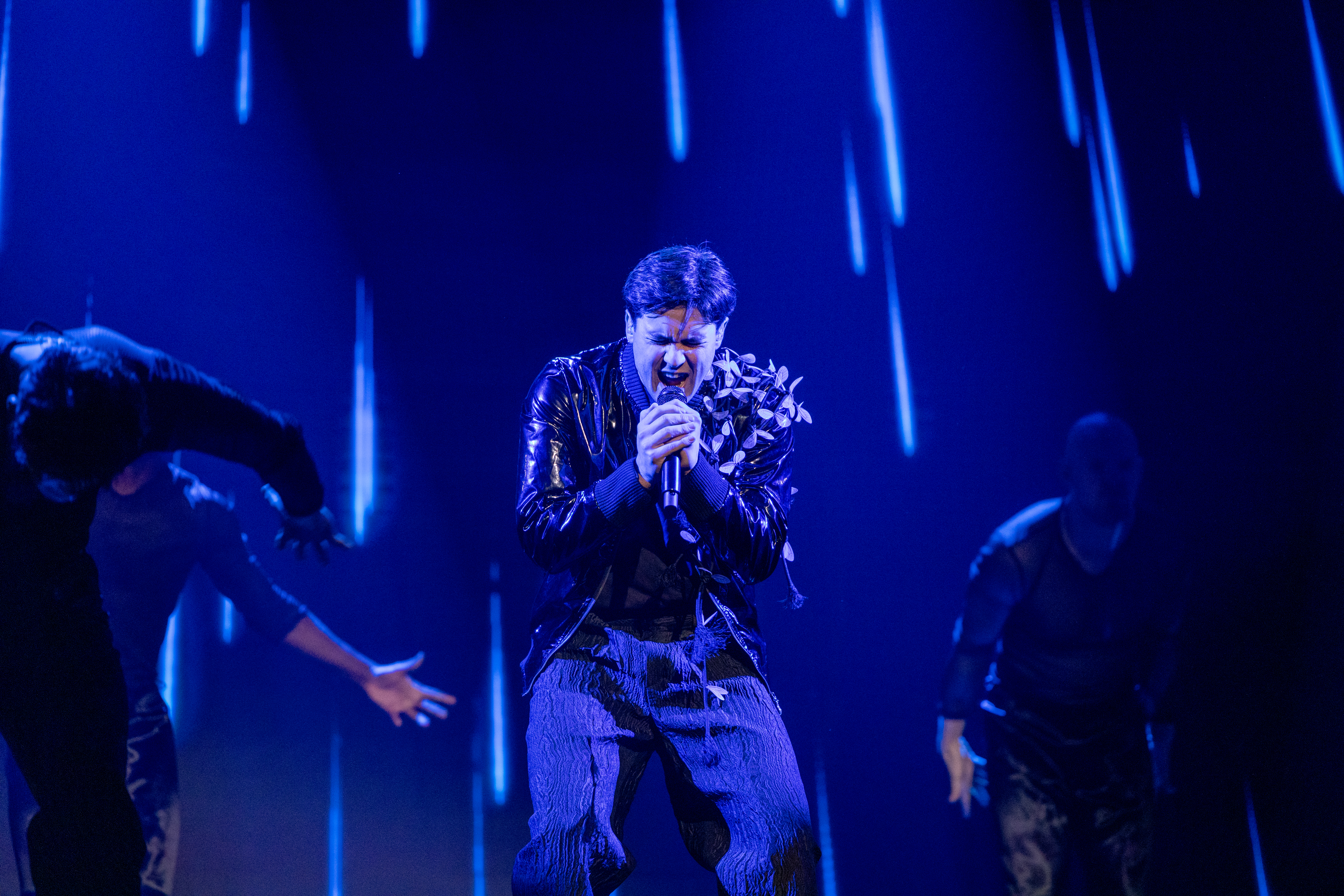
5. Angelino(inne języki) – „Teardrops”
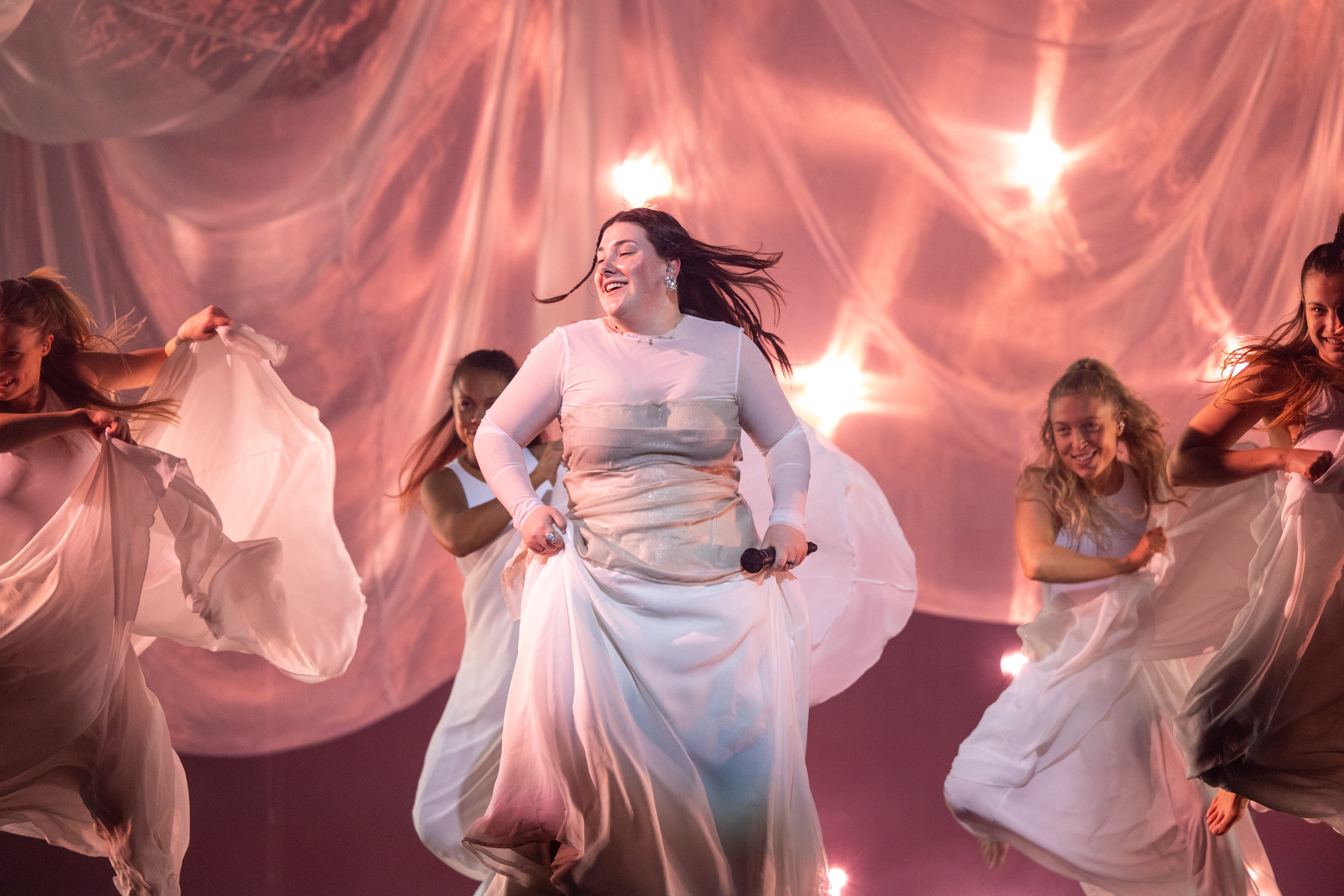
6. Annika Wickihalder(inne języki) – „Life Again(inne języki)”

### Półfinał 4

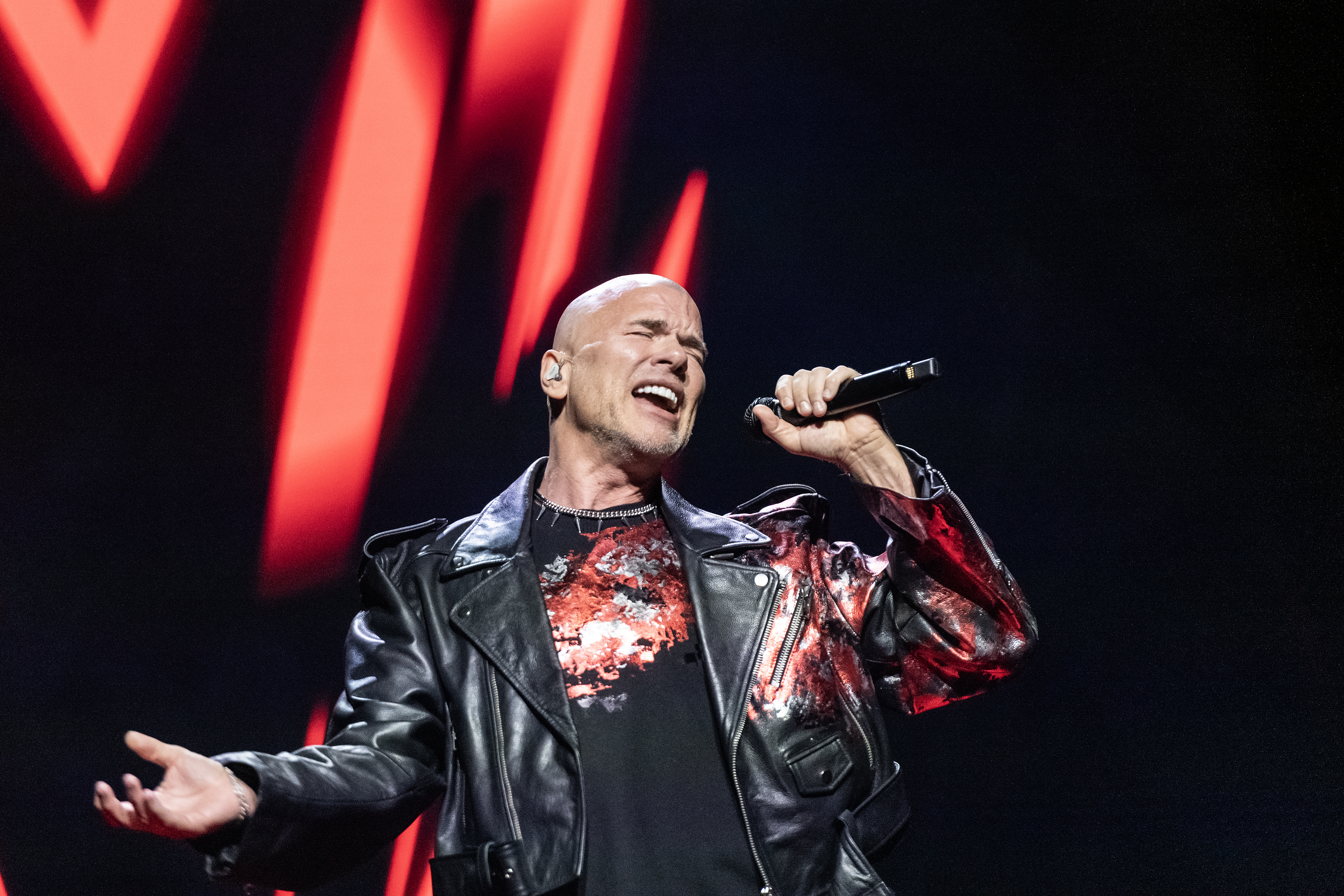
1. Andreas Lundstedt – „Vicious”
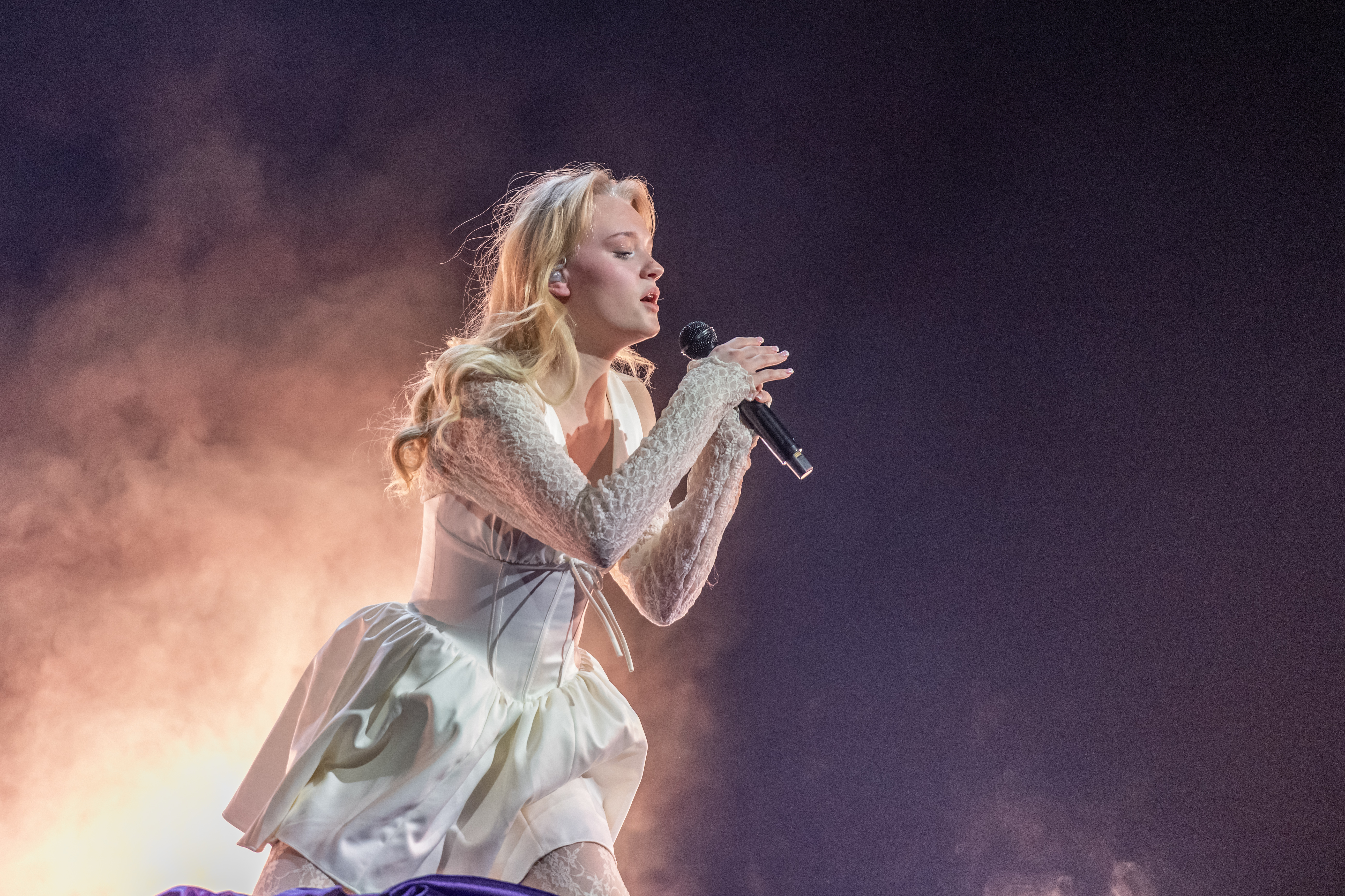
2. Ella Tiritiello(inne języki) – „Bara du är där”
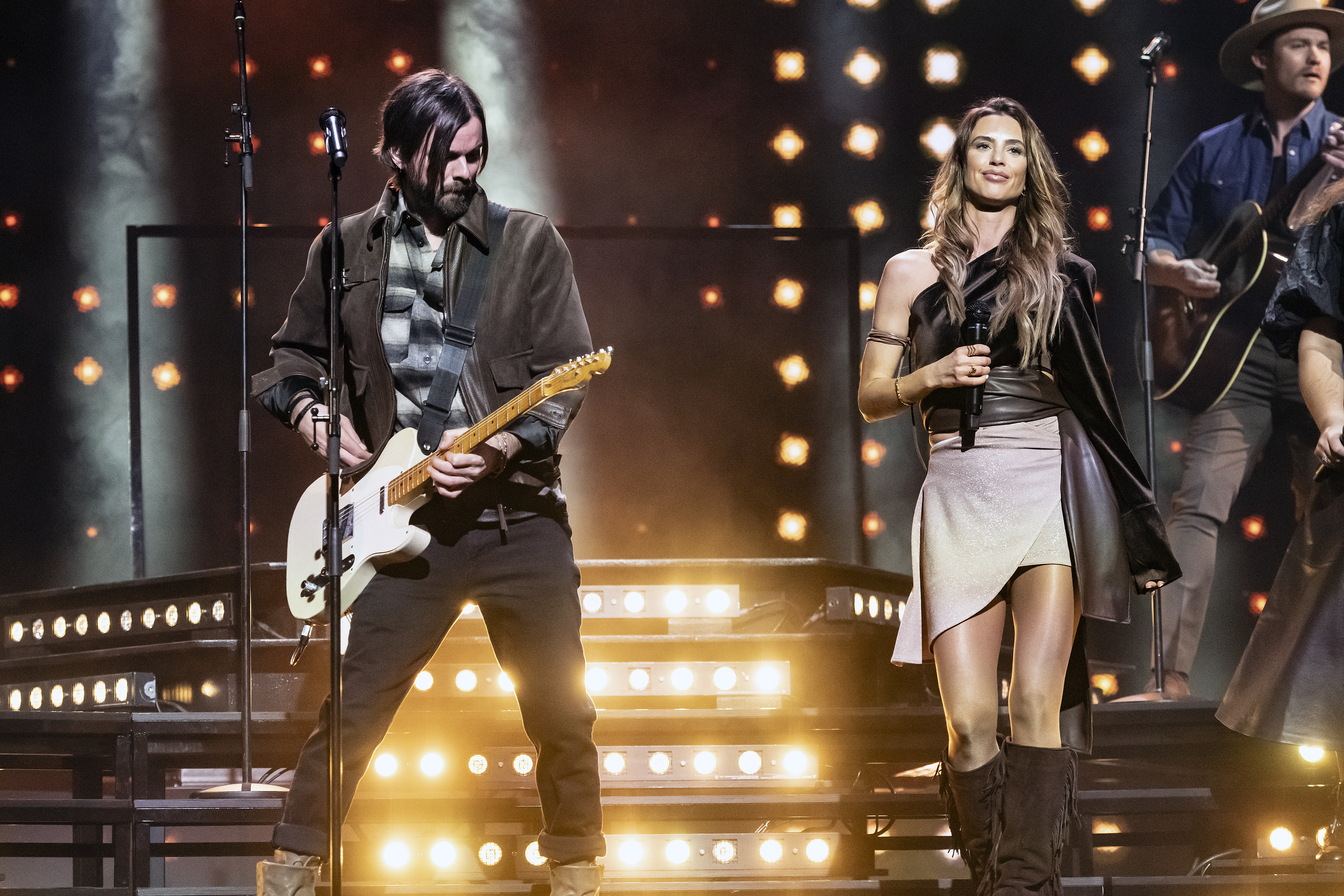
3. Tennessee Tears(inne języki) – „Yours”
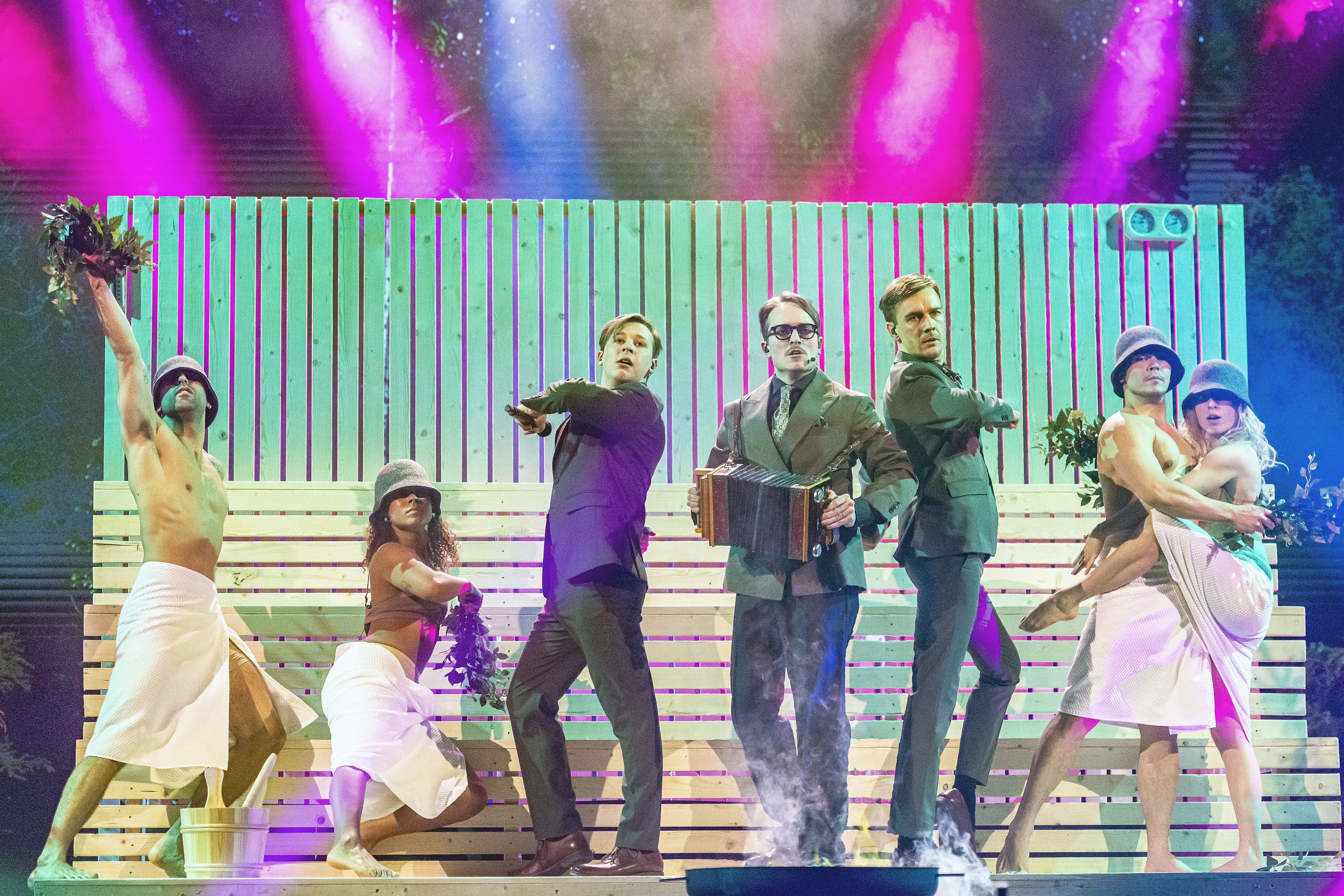
4. KAJ – „Bara bada bastu”
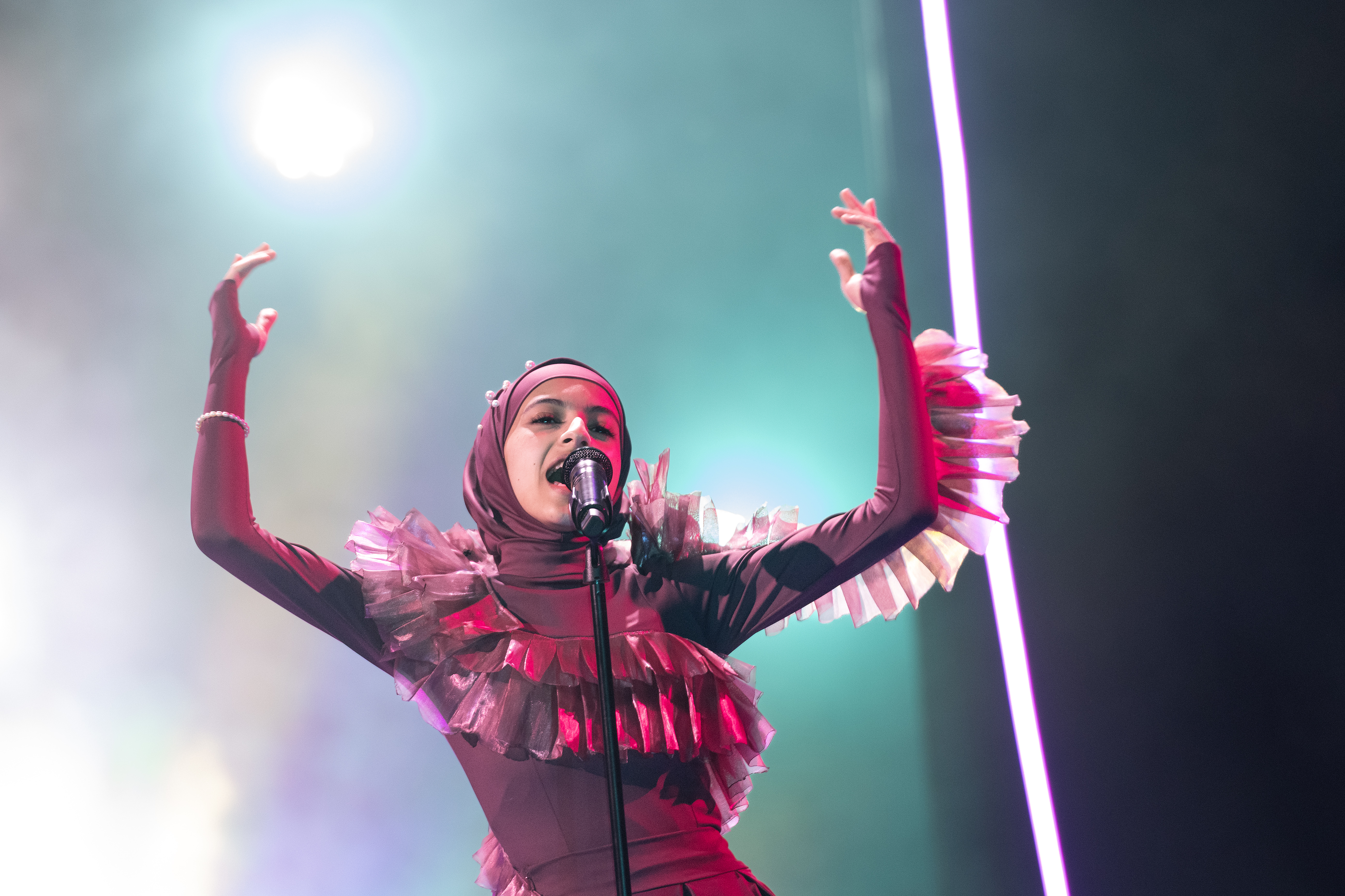
5. Amena(inne języki) – „Do Good Be Better”
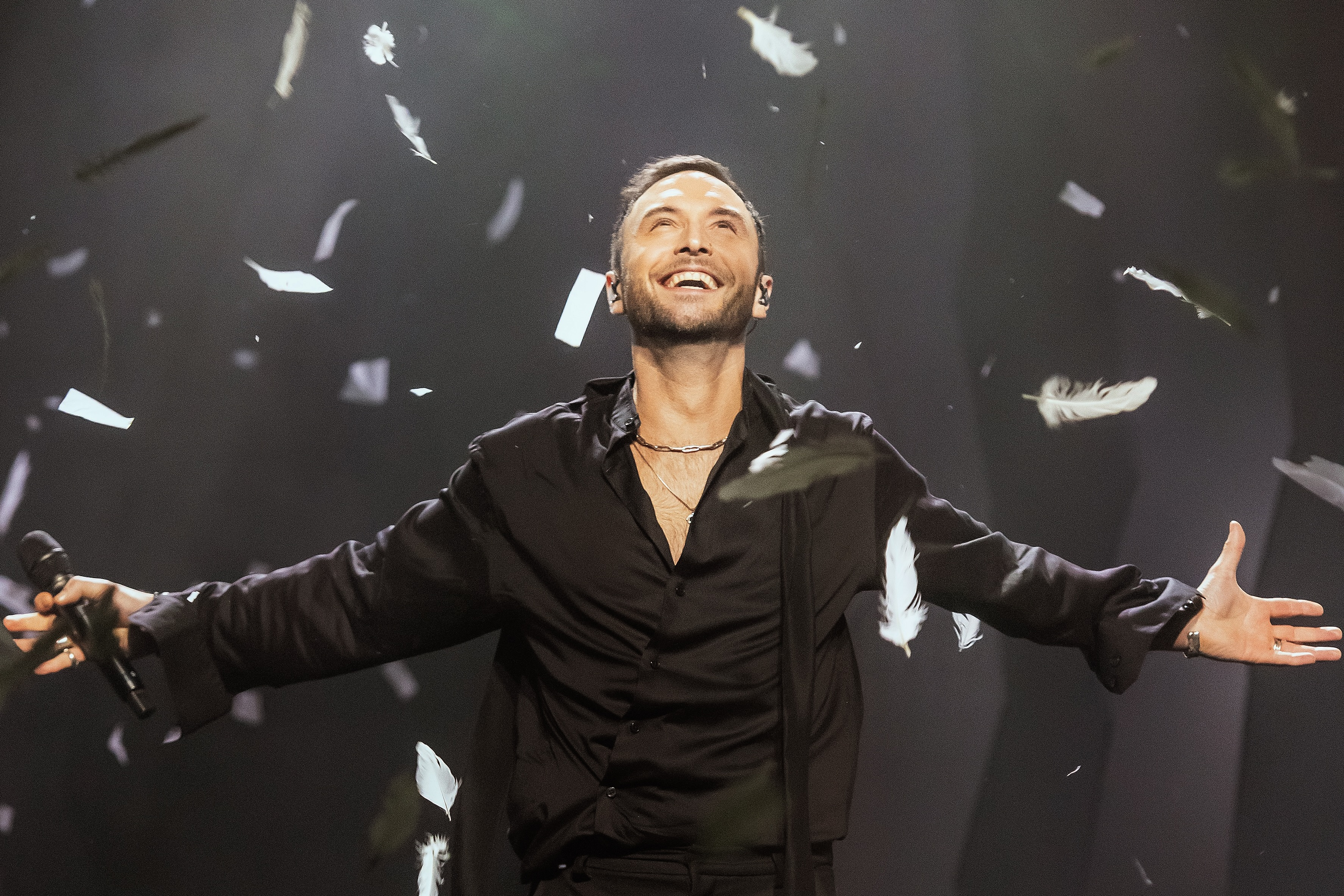
6. Måns Zelmerlöw – „Revolution(inne języki)”

### Półfinał 5

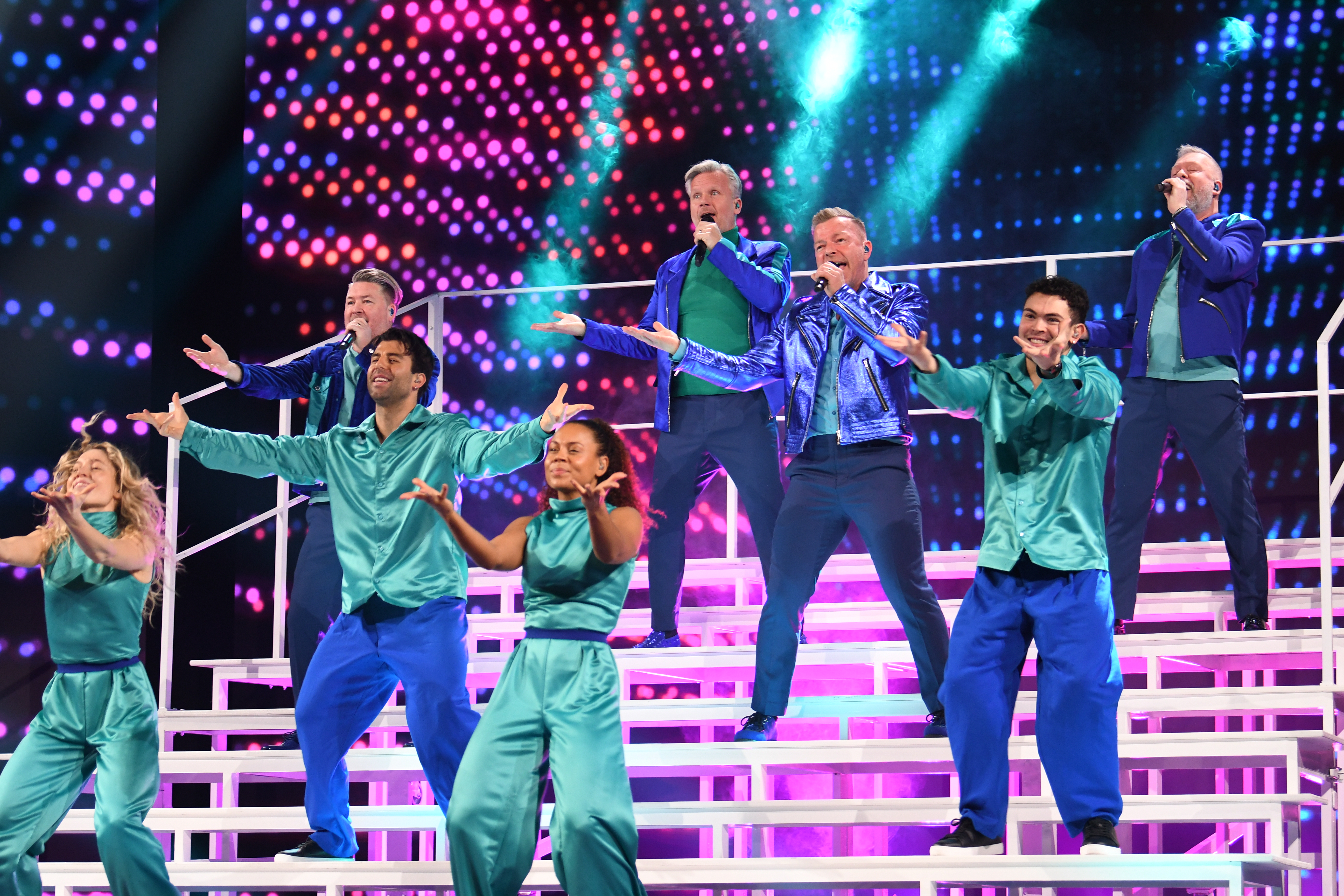
1. Arvingarna(inne języki) – „Ring baby ring”
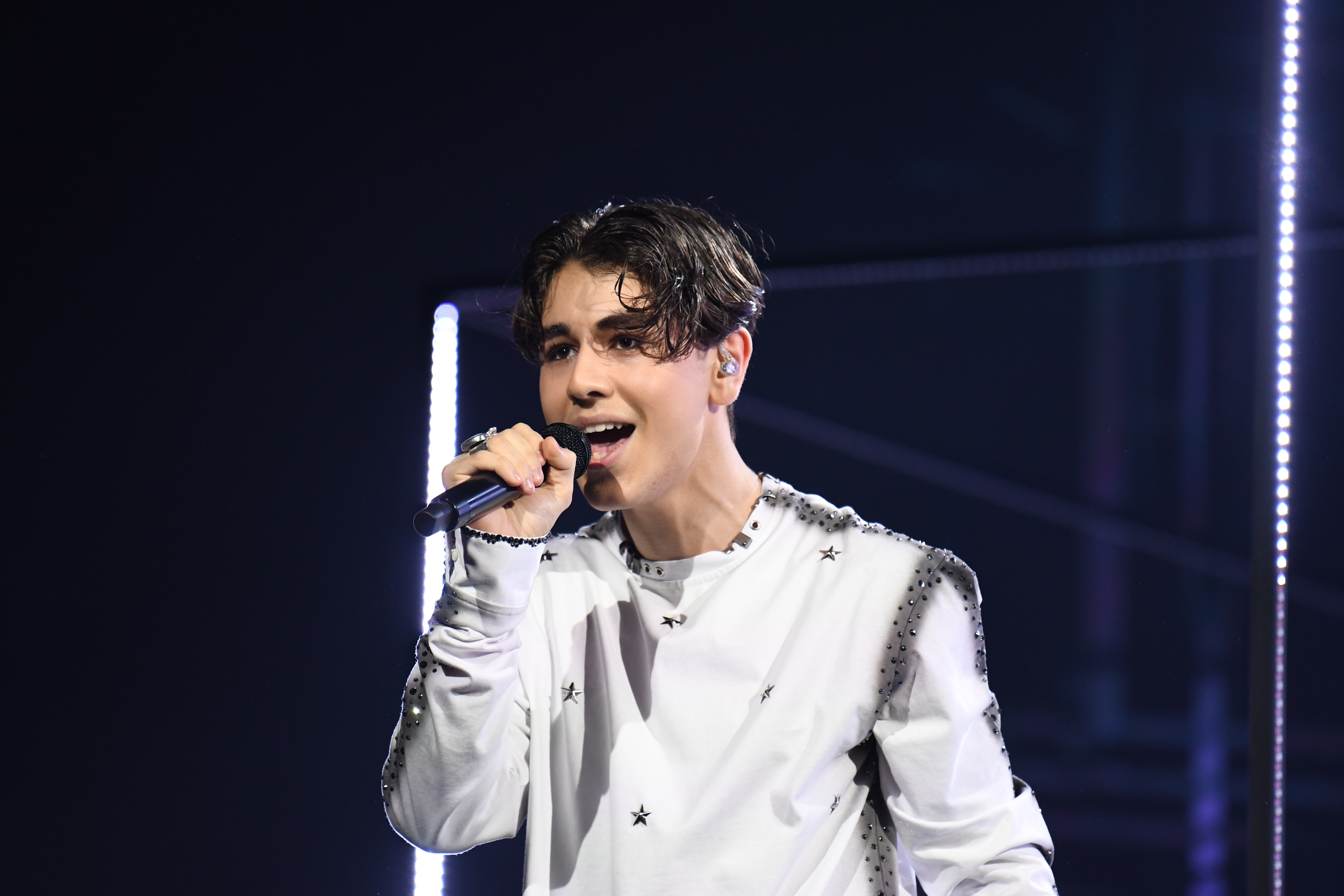
2. Arwin(inne języki) – „This Dream of Mine”
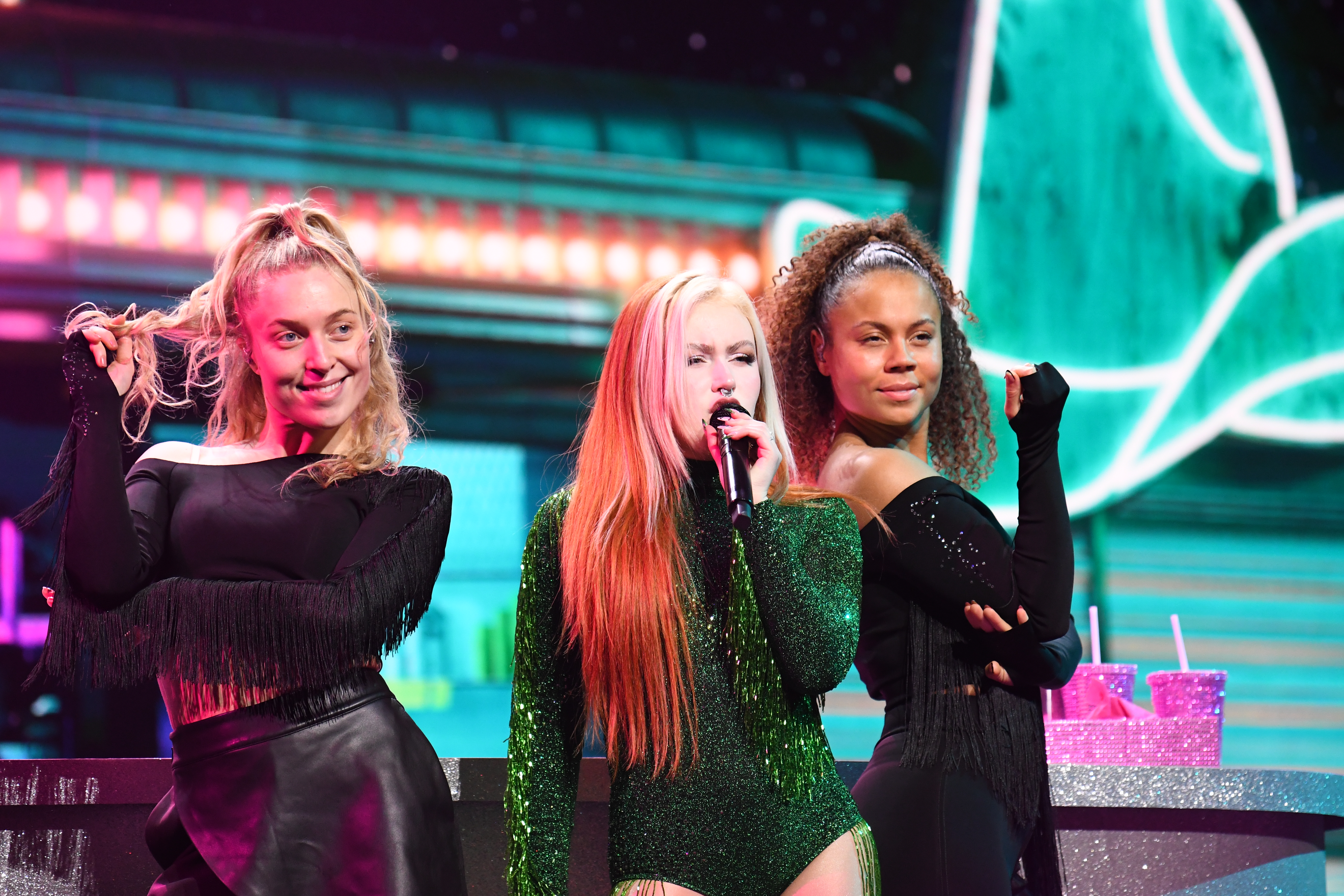
3. Saga Ludvigsson(inne języki) – „Hate You So Much(inne języki)”
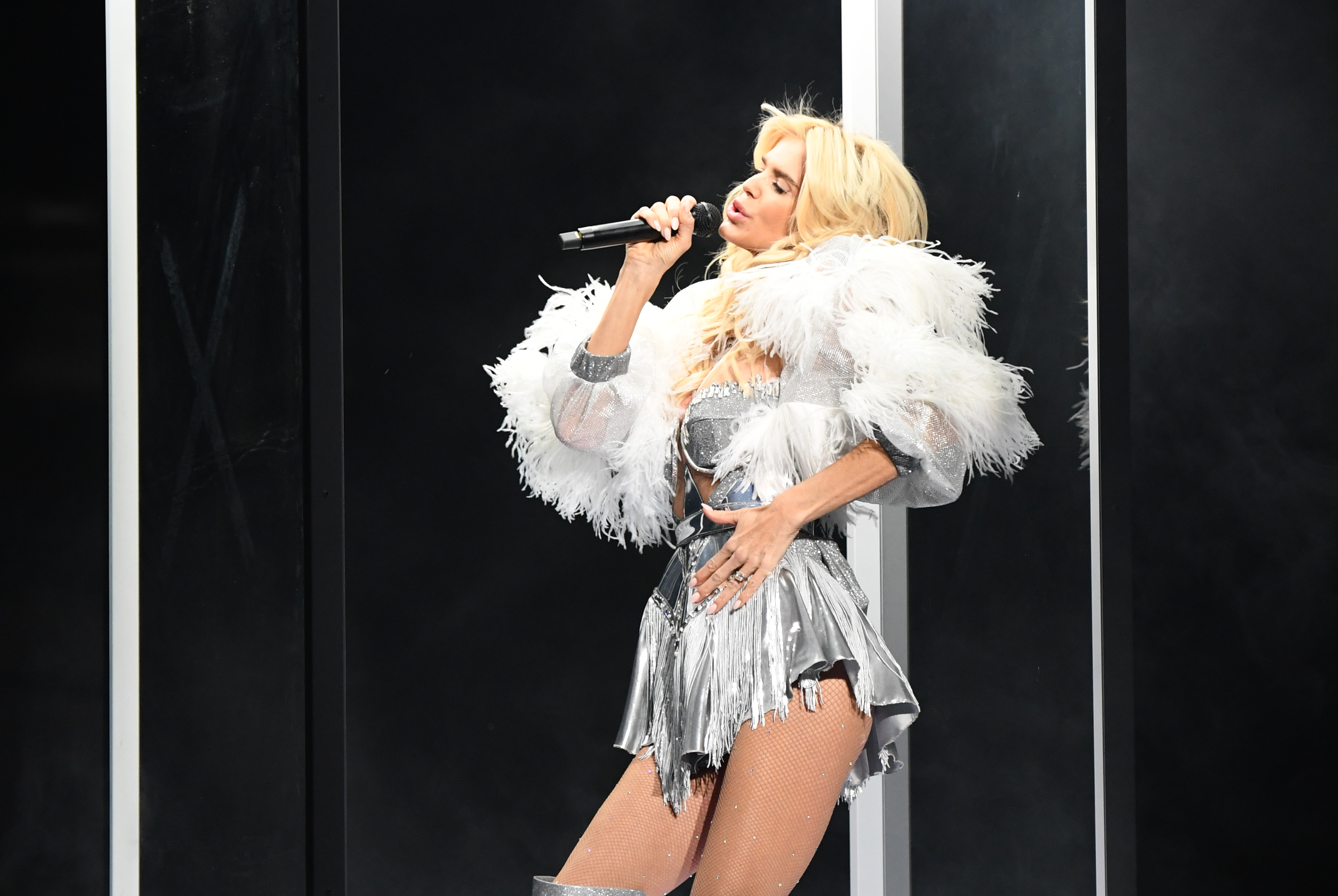
4. Victoria Silvstedt – „Love It!”
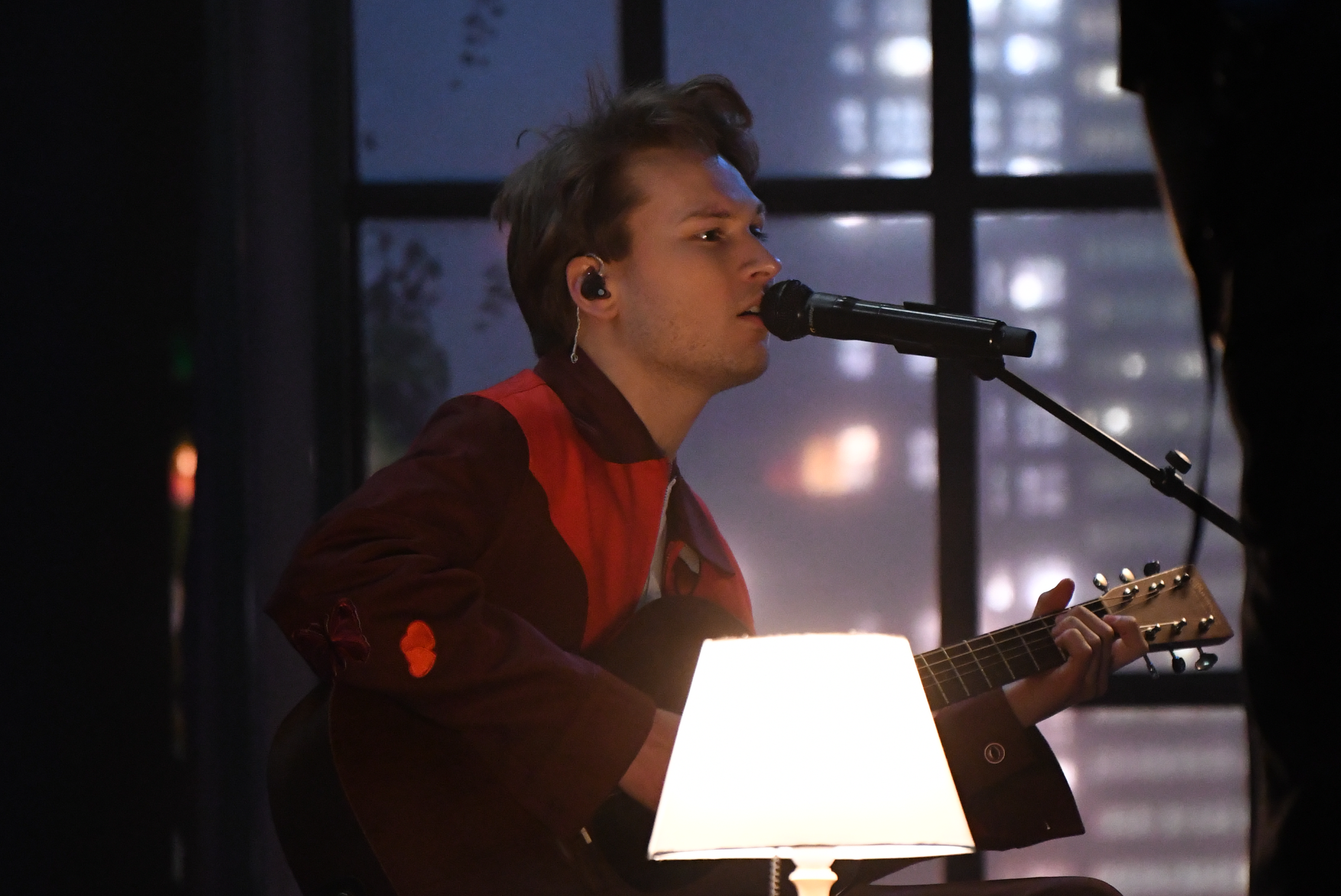
5. Vilhelm Buchaus(inne języki) – „I’m Yours”
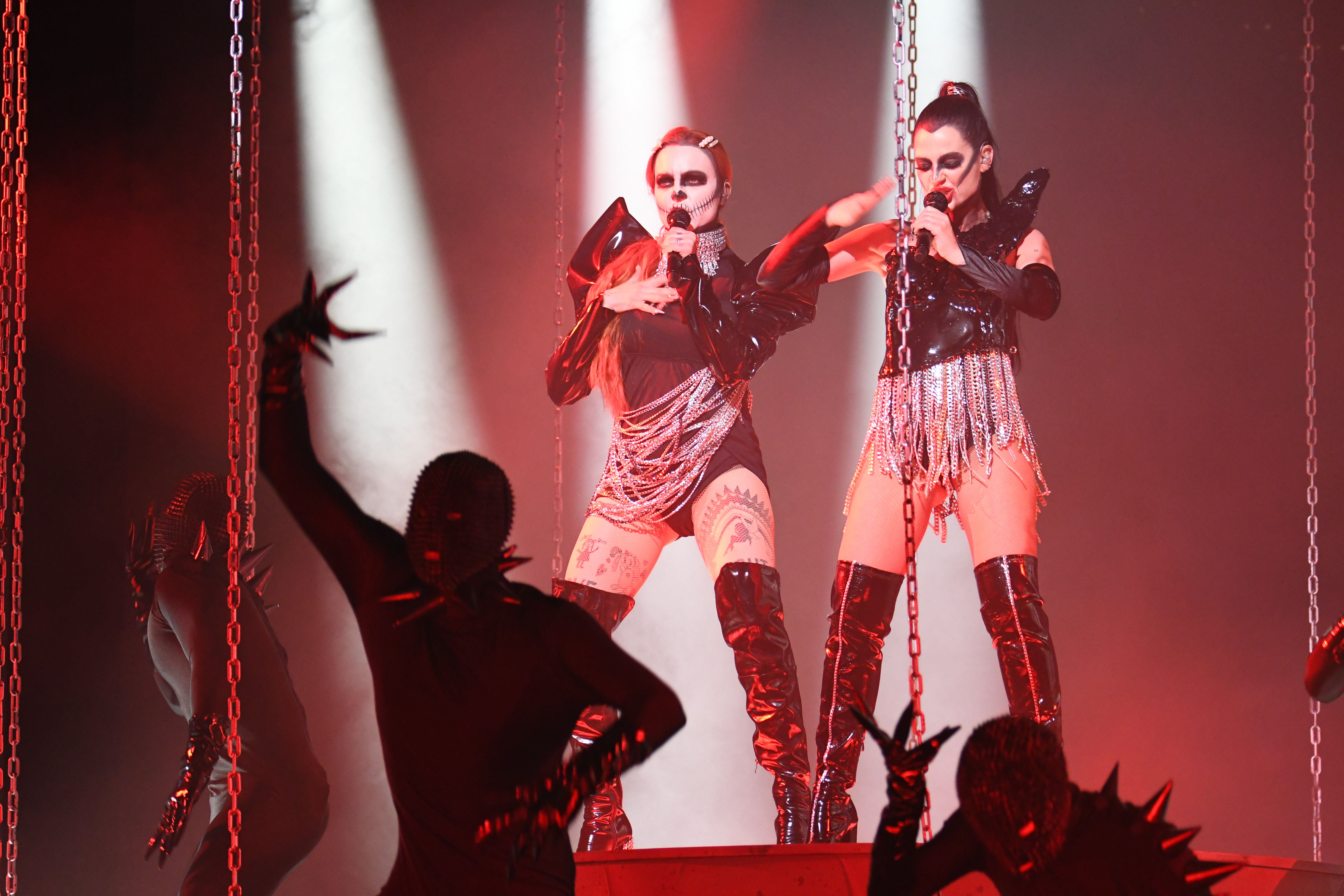
6. Scarlet(inne języki) – „Sweet n’ Psycho(inne języki)”